# Ван Гог, Винсент
Винсе́нт Ви́ллем ван Гог (нидерл. и фр. Vincent Willem van Gogh, нидерландский: [ˈvɪnsənt ˈʋɪləm vɑŋ ˈɣɔx] (слушать)о файле; 30 марта 1853[…], Зюндерт, Северный Брабант — 29 июля 1890[…], Овер-сюр-Уаз) — нидерландский живописец и график, одна из трёх главных фигур постимпрессионизма (наряду с Полем Сезанном и Полем Гогеном), чьё творчество оказало значительное влияние на живопись XX века.
За десять с небольшим лет создал более 2 100 произведений, включая около 870 картин маслом. Среди них — портреты, автопортреты, пейзажи, натюрморты и панно с изображением оливковых деревьев, кипарисов, полей пшеницы и подсолнухов. При жизни был практически обойдён вниманием критиков.

## Биография

### Детство и юность
Родился на юге Нидерландов, недалеко от бельгийской границы. Отцом Винсента был Теодор ван Гог, родившийся 8 февраля 1822 года, пастор реформатской церкви, а матерью — Анна Корнелия Карбентус, дочь переплётчика и продавца книг из Гааги. Винсент был вторым из семи детей Теодора и Анны Корнелии. Его назвали в честь деда по отцовской линии, который также всю свою жизнь посвятил протестантской церкви. Это имя предназначалось для первого ребёнка Теодора и Анны, который родился на год раньше Винсента, но умер, не прожив и дня. Так Винсент, хотя и был рождён вторым, стал старшим из детей.
Четыре года спустя после рождения Винсента, 1 мая 1857 года, родился его брат Теодорус ван Гог (Тео). Помимо него, у Винсента был брат Кор (Корнелис Винсент, 17 мая 1867) и три сестры — Анна Корнелия (17 февраля 1855), Лиз (Элизабет Губерта, 16 мая 1859) и Вил (Виллемина Якоба, 16 марта 1862). Домашние помнили Винсента как своенравного, трудного и нудного ребёнка со «странными манерами», за что его часто наказывали. По словам гувернантки, в нём было что-то необычное, что отличало его от других: из всех детей Винсент был ей менее приятен, и она не верила, что из него может выйти нечто стоящее. Вне семьи, напротив, Винсент был тихим, серьёзным, задумчивым и почти не играл с другими детьми. В глазах односельчан он был добродушным, дружелюбным, предупредительным, сострадательным, милым и скромным ребёнком. Когда ему исполнилось семь лет, он пошёл в деревенскую школу, но через год его забрали оттуда, и вместе со своей сестрой Анной он обучался дома, у гувернантки. 1 октября 1864 года уехал в школу-интернат в Зевенберген в 20 километрах от родного дома. Отъезд причинил много страданий Винсенту, он не мог забыть этого, даже будучи взрослым. 15 сентября 1866 года начал обучение в другом интернате — колледже Виллема II в Тилбурге. Винсенту хорошо давались языки — французский, английский, немецкий. Там же он получал уроки рисования. В марте 1868 года, посреди учебного года, Винсент неожиданно бросил школу и возвратился домой. На этом заканчивается его формальное образование. О своём детстве он вспоминал так: «Моё детство было мрачным, холодным и пустым…».

### Работа в торговой фирме и миссионерская деятельность

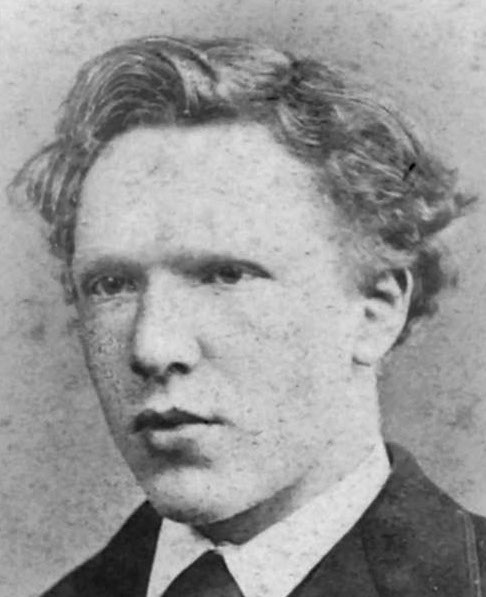
Винсент ван Гог в возрасте 18 лет (ок. 1871—1872)

В июле 1869 года устроился на службу в гаагский филиал крупной художественно-торговой фирмы Goupil & Cie, владельцем которой являлся его дядя Винсент («дядя Сент»). Там он получил необходимое обучение в качестве продавца. Первоначально будущий художник с большим рвением взялся за работу, добился хороших результатов, и в июне 1873 года его перевели в лондонский филиал Goupil & Cie. Благодаря ежедневному контакту с произведениями искусства, Винсент начал разбираться в живописи и ценить её. Помимо этого, он посещал городские музеи и галереи, любуясь работами Жана-Франсуа Милле и Жюля Бретона. В конце августа Винсент переехал на улицу Хакфорд, в дом 87 и снял комнату в доме Урсулы Лойер и её дочери Евгении. Есть версия, будто он был влюблён в Евгению, хотя многие ранние биографы ошибочно называют её именем матери, Урсулы. В дополнение к беспорядку с именами, который существует уже десятилетия, последние исследования свидетельствуют о том, что Винсент был влюблён вовсе не в Евгению, а в немку по имени Каролина Хаанебик. Что же было на самом деле, остаётся неизвестным. Отказ возлюбленной потряс и разочаровал будущего художника; постепенно он потерял интерес к своей работе и начал обращаться к Библии. В 1874 году Винсента перевели в парижский филиал фирмы, но после трёх месяцев работы он снова уезжает в Лондон. Дела у него шли всё хуже, и в мае 1875 года он опять был переведён в Париж, где посещал выставки в Салоне и Лувре и в конце концов сам начал пробовать свои силы в живописи. Постепенно это занятие стало отбирать у него больше времени, и Винсент окончательно охладел к работе, решив для себя, что «у искусства нет худших врагов, чем торговцы картинами». В результате в конце марта 1876 года его уволили из фирмы Goupil & Cie по причине плохой работы, несмотря на покровительство родственников — совладельцев компании.
В 1876 году Винсент возвратился в Англию, где нашёл неоплачиваемую работу в качестве учителя в интернате в Рэмсгейте. В это же время у него возникает желание стать священником, как и его отец. В июле Винсент перешёл в другую школу — в Айзлворте (под Лондоном), где он выполнял работу учителя и помощника пастора. 4 ноября Винсент прочитал свою первую проповедь. Его интерес к Евангелию рос, и он загорелся идеей проповедовать беднякам.
На Рождество Винсент поехал домой, и родители уговорили его не возвращаться в Англию. Винсент остался в Нидерландах и в течение полугода работал в книжном магазине в Дордрехте. Эта работа была ему не по душе; большую часть времени он проводил, делая наброски или переводя отрывки из Библии на немецкий, английский и французский. Пытаясь поддержать стремление Винсента стать пастором, семья посылает его в мае 1877 года в Амстердам, где он поселился у своего дяди, адмирала Яна ван Гога. Здесь он усердно занимался под руководством своего дяди Йоганесса Стрикера, уважаемого и признанного теолога, готовясь к сдаче вступительного экзамена в университет на отделение теологии. В конце концов он разочаровался в учёбе, бросил свои занятия и в июле 1878 года уехал из Амстердама. Желание быть полезным простым людям направило его в Протестантскую миссионерскую школу пастора Бокмы в Лакене под Брюсселем, где он прошёл трёхмесячный курс проповеди (однако существует версия, что он не окончил полный курс обучения и был выгнан из-за неряшливого внешнего вида, вспыльчивого характера и частых приступов ярости).
В декабре 1878 года Винсент направился на полгода миссионером в посёлок Патюраж в Боринаже, бедном шахтёрском районе на юге Бельгии, где развернул бурную деятельность: навещал больных, читал неграмотным Писание, проповедовал, обучал детей, а по ночам для заработка рисовал карты Палестины. Подобная самоотверженность расположила к нему местное население и членов Евангелического общества, ему назначили жалование в пятьдесят франков. Пройдя полугодичный стаж, ван Гог намеревался поступить в Евангельскую школу для продолжения образования, но счёл введённую плату за обучение проявлением дискриминации и отказался от обучения. В это же время Винсент обратился к дирекции шахт с ходатайством от имени рабочих об улучшении условий их труда. Ходатайство было отклонено, а сам ван Гог был отстранён от должности проповедника синодальным Комитетом протестантской церкви Бельгии. Это сильно подкосило его морально.

### Становление как художника
Спасаясь от депрессии и меланхолии, вызванной событиями в Патюраже, ван Гог снова обратился к живописи, всерьёз задумался об учёбе и в 1880 году при поддержке брата Тео уехал в Брюссель, где начал посещать занятия в Королевской Академии изящных искусств. Однако через год Винсент бросил учёбу и вернулся к родителям. В этот период жизни он считал, что художнику вовсе не обязательно иметь талант, главное — много и усердно трудиться, поэтому он продолжил занятия самостоятельно.
В это же время ван Гог испытал новое любовное увлечение, влюбившись в свою кузину, вдову Кее Вос-Стрикер, гостившую вместе с сыном в их доме. Женщина отвергла его чувства, но Винсент продолжал ухаживания, чем настроил против себя всех родных. В результате его попросили уехать. Ван Гог, испытав новое потрясение и решив навсегда отказаться от попыток устроить свою личную жизнь, уехал в Гаагу, где окунулся в занятия живописью и брал уроки у дальнего родственника — представителя гаагской школы живописи Антона Мауве. Винсент много работал, наблюдал за городской жизнью, особенно в бедных кварталах. Экспериментируя с цветом, он смешивал на одном холсте разные техники — мел, перо, сепию, акварель («Задворки», 1882, перо, мел и кисть на бумаге, Музей Крёллер-Мюллер, Оттерло; «Крыши. Вид из мастерской ван Гога», 1882, бумага, акварель, мел, частное собрание Ж. Ренана, Париж). Большое влияние на художника оказало пособие Шарля Барга «Курс обучения рисунку». Он копировал все литографии пособия в 1880/1881 годах, а затем вновь в 1890 году, но уже только часть.
В Гааге художник попытался создать семью. На этот раз его избранницей стала беременная уличная женщина Христин, с которой Винсент познакомился прямо на улице и, движимый сочувствием к её положению, предложил переехать к нему вместе с детьми. Этот поступок окончательно рассорил художника с его друзьями и родственниками, но сам Винсент был счастлив: у него появилась модель. Однако у Христин оказался тяжёлый характер, и вскоре семейная жизнь ван Гога превратилась в кошмар. Очень скоро они расстались. Художник не мог больше оставаться в Гааге и направился на север Нидерландов, в провинцию Дренте, где поселился в отдельной хижине, оборудованной под мастерскую, и целые дни проводил на природе, рисуя пейзажи. Однако он не очень увлекался ими, не считая себя пейзажистом, — много картин этого периода посвящено крестьянам, их повседневному труду и быту.
Ранние работы ван Гога могут быть отнесены к реализму, хотя манеру исполнения и технику назвать реалистичными можно лишь с определёнными существенными оговорками. Одной из множества проблем, вызванной отсутствием художественного образования, с которыми столкнулся художник, стало неумение изобразить человеческую фигуру. В конце концов это привело к одной из основополагающих особенностей его стиля — толкованию человеческой фигуры, лишённой плавных или размеренно-грациозных движений, как неотъемлемой части природы, в чём-то даже уподобляющейся ей. Очень хорошо это видно, например, в картине «Крестьянин и крестьянка, сажающие картофель» (1885, Кунстхауз, Цюрих), где фигуры крестьян уподоблены скалам, а высокая линия горизонта словно давит на них, не позволяя разогнуться или хотя бы поднять голову. Подобный подход к теме можно увидеть и в более поздней картине «Красные виноградники» (1888, Государственный музей изобразительных искусств им. А. С. Пушкина, Москва). В серии картин и этюдов середины 1880-х гг. («Выход из протестантской церкви в Нюэнене» (1884—1885), «Крестьянка» (1885, музей Крёллер-Мюллер, Оттерло), «Едоки картофеля» (1885, Музей Винсента ван Гога, Амстердам), «Старая церковная башня в Нюэнене» (1885), написанных в тёмной живописной гамме, отмеченных болезненно-острым восприятием людских страданий и чувства подавленности, художник воссоздавал гнетущую атмосферу психологической напряжённости. В это же время у художника сформировалось и собственное понимание пейзажа: выражение своего внутреннего восприятия природы через аналогию с человеком. Его художественным кредо стали собственные слова: «Когда рисуешь дерево, трактуй его как фигуру».
Осенью 1885 года ван Гог покинул Дренте, потому что на него ополчился местный пастор, запретивший крестьянам позировать художнику и обвинивший его в аморальности. Винсент уехал в Антверпен, где снова начал посещать занятия живописью — на сей раз в живописном классе при Академии художеств. Вечерами ходил в частную школу, где рисовал обнажённые модели. Однако уже в феврале 1886 уехал из Антверпена к брату Тео в Париж, где тот торговал картинами.
Начался парижский период жизни Винсента, оказавшийся очень плодотворным и богатым на события. Художник посещал престижную частную художественную студию знаменитого на всю Европу педагога Фернана Кормона, изучал живопись импрессионизма, японскую гравюру, синтетические произведения Поля Гогена. В этот период палитра ван Гога стала светлой, исчезли землистого оттенка краски, появились чистые голубые, золотисто-жёлтые, красные тона, характерный для него динамичный, как бы струящийся мазок («Агостина Сегатори в кафе „Тамбурин“» (1887—1888, Музей Винсента ван Гога, Амстердам), «Мост через Сену» (1887, Музей Винсента ван Гога, Амстердам), «Папаша Танги» (1887, Музей Родена, Париж), «Вид на Париж из квартиры Тео на улице Лепик» (1887, Музей Винсента ван Гога, Амстердам).
Взятая художником за образец японская живопись и ксилография (гравюра по дереву), кроме палитры, внесла в его творчество элементы спокойствия и умиротворения, характерные и для других импрессионистов. С некоторыми из них — Анри де Тулуз-Лотреком, Камилем Писсарро, Эдгаром Дега, Полем Гогеном, Эмилем Бернаром — художник познакомился вскоре после приезда в Париж благодаря брату. Эти знакомства оказали самое благотворное влияние на художника: он обрёл родственную среду, которая его оценила, с увлечением принимал участие в выставках импрессионистов — в ресторане «Ла Фурш», кафе «Тамбурин», затем — в фойе «Свободного театра». Однако публика пришла в ужас от картин ван Гога, что заставило его снова заняться самообразованием — изучать теорию цвета Эжена Делакруа, фактурную живопись Адольфа Монтичелли, японские цветные гравюры и плоскостное восточное искусство вообще. На парижский период жизни приходится наибольшее количество созданных художником картин — около двухсот тридцати. В их числе выделяются серии натюрмортов и автопортретов, серия из шести полотен под общим названием «Башмаки» (1887, Художественный музей, Балтимор), пейзажи. Меняется роль человека в картинах ван Гога — его нет совсем, или же он является стаффажем. В работах появляются воздух, атмосфера и сочный цвет, однако художник по-своему передавал световоздушную среду и атмосферные нюансы, расчленяя целое, не сливая формы и показывая «лицо» или «фигуру» каждого элемента целого. Ярким примером такого подхода может служить картина «Море в Сент-Марье» (1888, Государственный музей изобразительных искусств им. А. С. Пушкина, Москва). Творческие поиски художника привели его к истокам нового художественного стиля — постимпрессионизма.

### Последние годы. Расцвет творчества
Несмотря на творческий рост ван Гога, публика по-прежнему не воспринимала и не покупала его картины, что весьма болезненно воспринималось Винсентом. К середине февраля 1888 года художник решил покинуть Париж и перебраться на юг Франции — в Арль, где намеревался создать «Мастерскую Юга» — своеобразное братство художников-единомышленников, работающих для будущих поколений. Самую важную роль в будущей мастерской ван Гог отдавал Полю Гогену. Тео поддержал начинание деньгами, и в том же году Винсент переехал в Арль. Там окончательно определились своеобразие его творческой манеры и художественная программа: «Вместо того, чтобы пытаться точно изобразить то, что находится перед глазами, я использую цвет более произвольно, так, чтобы наиболее полно выразить себя». Следствием этой программы стала попытка выработать «простую технику, которая, видимо, будет не импрессионистской». Кроме того, Винсент начал синтезировать рисунок и цвет, чтобы полнее передать саму суть местной природы.
Хотя ван Гог и заявил об отходе от импрессионистских методов изображения, влияние этого стиля сильно ощущалось в его картинах, особенно в передаче световоздушности («Персиковое дерево в цвету», 1888, Музей Крёллер-Мюллер, Оттерло) или в использовании больших колористических пятен («Мост Англуа в Арле», 1888, Музей Вальраф-Рихарц, Кёльн). В это время, подобно импрессионистам, ван Гог создавал серии работ с изображением одного и того же вида, правда, добиваясь не точной передачи изменчивых световых эффектов и состояний, а максимальной интенсивности выражения жизни природы. Его кисти этого периода принадлежит также ряд портретов, в которых художник опробовал новую художественную форму.
Пламенный художественный темперамент, мучительный порыв к гармонии, красоте и счастью и, одновременно, страх перед враждебными человеку силами находят воплощение то в сияющих солнечными красками юга пейзажах («Жёлтый дом» (1888), «Кресло Гогена» (1888), «Жатва. Долина Ла-Кро» (1888, Музей Винсента ван Гога, Амстердам), то в зловещих, напоминающих ночной кошмар образах («Ночная терраса кафе» (1888, музей Крёллер-Мюллер, Оттерло); динамика цвета и мазка наполняет одухотворённой жизнью и движением не только природу и населяющих её людей («Красные виноградники в Арле» (1888, Государственный музей изобразительных искусств имени А. С. Пушкина, Москва)), но и неодушевлённые предметы («Спальня ван Гога в Арле» (1888, Музей Винсента ван Гога, Амстердам)). Картины художника становятся более динамичными и напряжёнными по своему колориту («Сеятель», 1888, Фонд Э. Бюрле, Цюрих), трагичными по звучанию («Ночное кафе», 1888, Художественная галерея Йельского университета, Нью-Хейвен; «Спальня ван Гога в Арле» (1888, Музей Винсента ван Гога, Амстердам).
Жанна Кальман, прожившая в Арле всю жизнь, по её словам, в 13-летнем возрасте встретила ван Гога в лавке своего отца. Художник показался ей «грязным, плохо одетым и недружелюбным». В другом интервью она сказала, что не стала обслуживать его, поскольку «он был страшен как смертный грех, имел мерзкий нрав, и от него пахло выпивкой».
25 октября 1888 года в Арль приехал Поль Гоген, чтобы обсудить идею создания «мастерской Юга» живописи. Однако мирное обсуждение очень быстро переросло в конфликты и ссоры: Гоген был недоволен безалаберностью ван Гога, сам ван Гог же недоумевал, как Гоген не хочет понять саму идею единой живописи во имя будущего. В конце концов Гоген, искавший в Арле покойной работы и не нашедший его, решил уехать. Вечером 23 декабря после очередной ссоры ван Гог набросился на друга с бритвой в руках. Гогену случайно удалось остановить Винсента. До сих пор неизвестна вся правда об этой ссоре и обстоятельствах нападения (в частности, есть версия, что ван Гог напал на спящего Гогена, и последнего спасло от смерти лишь то, что он вовремя проснулся), однако в ту же ночь ван Гог отрезал себе мочку уха. 
По общепринятой версии, это было сделано в порыве раскаяния; в то же время некоторые исследователи считают, что это было не раскаянием, а проявлением безумия, вызванного частым употреблением абсента. Есть также версия, что в ту ночь ван Гога ранил Гоген, когда тот бросился на него с бритвой. Будучи хорошим фехтовальщиком, он рапирой отсек ван Гогу мочку левого уха, после чего выбросил оружие в реку. 
На следующий день, 24 декабря, Винсента отвезли в психиатрическую лечебницу, где приступ повторился с такой силой, что врачи поместили его в палату для буйных больных с диагнозом «эпилепсия височных долей». Сообщив о произошедшем Тео, Гоген спешно покинул Арль, не навестив ван Гога в больнице.
В периоды ремиссии Винсент просил отпустить его назад в мастерскую, чтобы продолжать работу, однако жители Арля написали заявление мэру города с просьбой изолировать художника от остальных жителей. Ван Гогу было предложено отправиться в больницу для душевнобольных Сен-Поль в Сен-Реми-де-Прованс, недалеко от Арля, куда Винсент и прибыл 3 мая 1889 года. Там он прожил год, неустанно работая над новыми картинами. За это время им было создано более ста пятидесяти картин и около ста рисунков и акварелей. Основными видами полотен в этот период жизни становятся натюрморты и пейзажи, главными отличиями которых становятся неимоверное нервное напряжение и динамизм («Звёздная ночь», 1889, Музей современного искусства, Нью-Йорк), противопоставление контрастных цветов и — в некоторых случаях — использование полутонов («Пейзаж с оливами», 1889, Собрание Дж. Г. Уитни, Нью-Йорк; «Пшеничное поле с кипарисом», 1889, Музей Метрополитен, Нью-Йорк).
В конце 1889 года его пригласили участвовать в брюссельской выставке «Группы двадцати», где работы художника сразу вызвали интерес у коллег и любителей живописи. Однако это уже не радовало ван Гога, как не обрадовала и первая восторженная статья о картине «Красные виноградники в Арле» за подписью Альбера Орье, появившаяся в январском номере журнала «Меркюр де Франс» в 1890 году.
Весной 1890 года художник перебрался в Овер-сюр-Уаз, местечко под Парижем, где впервые за два года увиделся с братом и его семьёй. Он по-прежнему продолжал писать, но стиль его последних работ изменился окончательно, став ещё более нервным и гнетущим. Главное место в творчестве занял прихотливо искривлённый контур, словно зажимающий собой тот или иной предмет («Сельская дорога с кипарисами», 1890, Музей Крёллер-Мюллер, Оттерло; «Улица и лестница в Овере», 1890, Городской художественный музей, Сент-Луис; «Пейзаж в Овере после дождя», 1890, Государственный музей изобразительных искусств им. А. С. Пушкина, Москва). Последним светлым событием в личной жизни Винсента стало знакомство с художником-любителем доктором Полем Гаше.

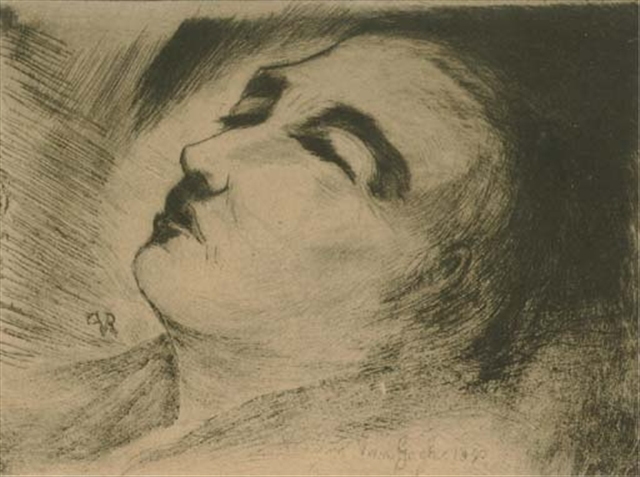
«Ван Гог на смертном одре». Рисунок Поля Гаше

В 20-х числах июля 1890 года ван Гог написал своё знаменитое полотно «Пшеничное поле с воронами» (Музей ван Гога, Амстердам). 27 июля, выйдя на прогулку с материалами для рисования, художник выстрелил себе в область сердца из револьвера (по другой версии из ружья), купленного для отпугивания птичьих стай во время работы на пленэре, однако пуля прошла ниже. Благодаря этому он самостоятельно добрался до номера гостиницы, где жил. Владелец гостиницы вызвал врача, который осмотрел рану и оповестил Тео, который приехал на следующий же день и провёл с Винсентом всё время, до самой его смерти спустя 29 часов после ранения от потери крови (в 1:30 ночи 29 июля 1890 года). 
В октябре 2011 года появилась альтернативная версия смерти художника: американские историки-искусствоведы Стивен Найфех и Грегори Уайт Смит выдвинули предположение, что ван Гог был подстрелен одним из подростков, которые регулярно составляли ему компанию в питейных заведениях.
По словам Тео, последними словами художника были: La tristesse durera toujours («Печаль будет длиться вечно»). Винсент ван Гог был похоронен в Овер-сюр-Уаз 30 июля. В последний путь художника провожали брат и немногочисленные друзья. После похорон Тео взялся за организацию посмертной выставки работ Винсента, но заболел нервным расстройством и через полгода, 25 января 1891 года, скончался в Голландии. Через 23 года в 1914 году его останки были перезахоронены вдовой рядом с могилой Винсента.

## Наследие

### Признание и продажи картин

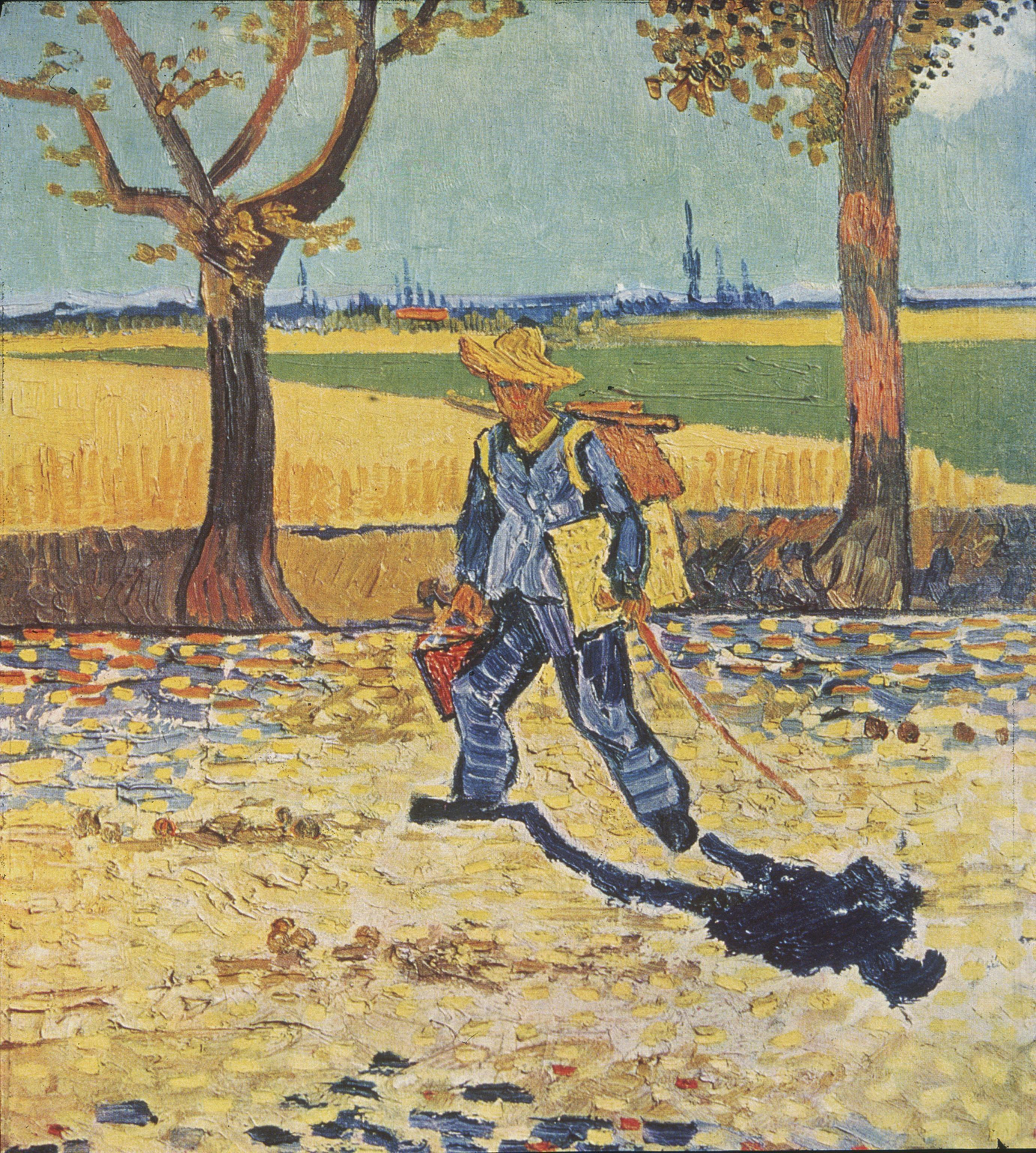
Художник на пути в Тараскон, август 1888 года, Винсент ван Гог на дороге у Монмажура, холст, масло, 48×44 см, бывший музей Магдебурга; предполагается, что картина погибла в огне во время Второй мировой войны

Распространено ошибочное утверждение, что при жизни ван Гога была продана только одна его картина — «Красные виноградники в Арле». Данное полотно лишь было первым, проданным за существенную сумму (на брюссельской выставке «Группы двадцати» в конце 1889 года; цена за картину составила 400 франков). Сохранились документы о прижизненной продаже 14 работ художника, начиная с 1882 года (о чём Винсент написал брату Тео: «Первая овечка прошла через мост»), и в реальности сделок должно было произойти больше.
После первой выставки картин в конце 1880-х годов известность ван Гога постоянно росла среди коллег, искусствоведов, дилеров и коллекционеров. После его смерти мемориальные выставки были организованы в Брюсселе, Париже, Гааге и Антверпене. В начале XX столетия состоялись ретроспективы в Париже (1901 и 1905) и Амстердаме (1905) и значимые групповые выставки в Кёльне (1912), Нью-Йорке (1913) и Берлине (1914). Это оказало заметное влияние на последующие поколения художников. К середине XX века Винсент ван Гог рассматривается как один из величайших и самых узнаваемых художников в истории. В 2007 году группа голландских историков составила «Канон голландской истории» для преподавания в школах, в котором ван Гог был помещён в качестве одной из пятидесяти тем, наряду с другими национальными символами, такими как Рембрандт и художественная группа «Стиль».
Наряду с творениями Пабло Пикассо работы ван Гога являются одними из первых в списке самых дорогих картин, когда-либо проданных в мире, согласно оценкам с аукционов и частных продаж. В число проданных за более чем 100 миллионов (в эквиваленте 2011 года) входят: «Портрет доктора Гаше», «Портрет почтальона Жозефа Рулена» и «Ирисы». Картина «Пшеничное поле с кипарисами» была продана в 1993 году за 57 млн долларов, невероятно высокую цену в то время, а его «Автопортрет с отрезанным ухом и трубкой» был продан в частном порядке в конце 1990-х годов. По оценкам, цена продажи составила 80—90 миллионов долларов. Картина ван Гога «Портрет доктора Гаше» была продана на аукционе за 82,5 млн долларов. «Вспаханное поле и пахарь» ушла с аукциона в Нью-Йоркском аукционном доме Christie’s за 81,3 млн долларов.
14 мая 2021 года в Нью-Йорке на аукционе «Кристис» картину импрессиониста «Мост в Тренктае» продали за 39 с лишним миллионов долларов.

### Влияние
В своём последнем письме к Тео Винсент признался, что, поскольку у него не было детей, то он рассматривает свои картины как потомство. Размышляя над этим, историк Саймон Шама пришёл к выводу, что он «действительно имел ребёнка — экспрессионизм, и много-много наследников». Шама упоминает широкий круг художников, которые адаптировали элементы стиля Ван Гога, в их числе — Виллем де Кунинг, Говард Ходжкин и Джексон Поллок. Фовисты расширили область применения цвета и свободу в его использовании, так же как и немецкие экспрессионисты из группы «Die Brücke» и другие ранние модернисты. Абстрактный экспрессионизм 1940-х и 1950-х годов рассматривается как частично вдохновлённый широкими, жестикуляционными мазками Ван Гога. Вот что говорит искусствовед Сью Хаббард о выставке «Винсент Ван Гог и Экспрессионизм»:

В начале двадцатого века Ван Гог дал экспрессионистам новый живописный язык, который позволил им выйти за рамки внешнего поверхностного видения и проникнуть глубже в сущность истины. И вряд ли случайно, что в это же время Фрейд открывал глубины тоже модернового по сути понятия — подсознания. Эта прекрасная интеллектуальная выставка ставит Ван Гога на место, которое принадлежит ему по праву, — место первопроходца искусства модерна.
Оригинальный текст (англ.)At the beginning of the twentieth century Van Gogh gave the Expressionists a new painterly language which enabled them to go beyond surface appearance and penetrate deeper essential truths. It is no coincidence that at this very moment Freud was also mining the depths of that essentially modern domain -the subconscious. This beautiful and intelligent exhibition places Van Gogh where he firmly belongs; as the trailblazer of modern art.
— Hubbard, Sue. «Vincent Van Gogh and Expressionism». Independent, 2007
В 1957 году британский художник Фрэнсис Бэкон (1909—1992) на основе репродукции картины ван Гога «Художник на пути в Тараскон», оригинал которой был уничтожен во время Второй мировой войны, написал серию своих произведений. Бэкон был вдохновлён не только самим изображением, которое он описал как «навязчивое», но и самим ван Гогом, которого Бэкон расценивал как «отчуждённого лишнего человека» — положение, резонировавшее с настроением Бэкона.

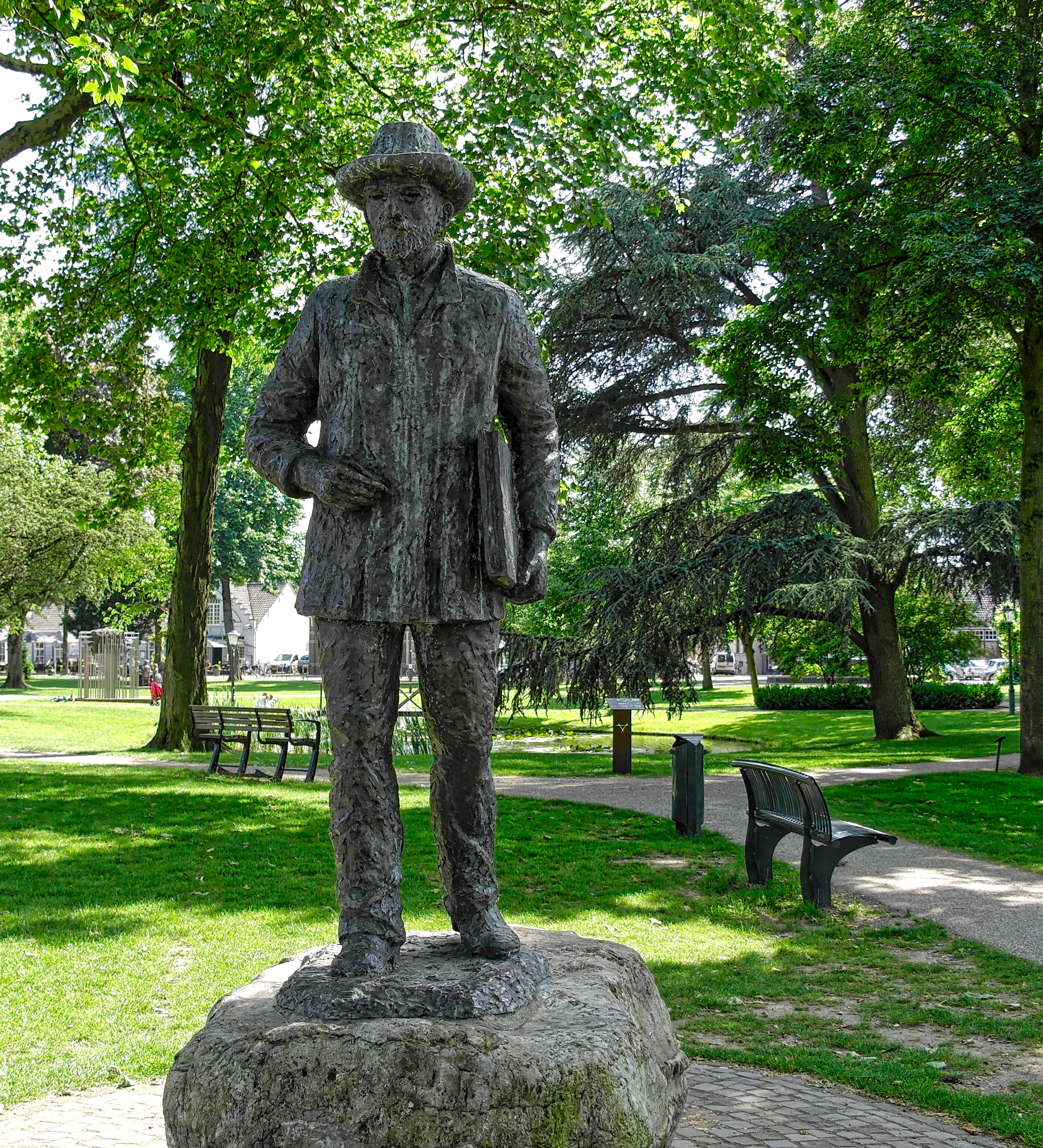
Памятник ван Гогу в Нюэнене

В дальнейшем ирландский художник отождествил себя с теориями ван Гога в искусстве и процитировал строки из письма ван Гога к брату Тео: «настоящие художники не рисуют вещи такими, как они есть… Они рисуют их, поскольку сами чувствуют себя ими».
С октября 2009 по январь 2010 года в музее Винсента ван Гога в Амстердаме состоялась выставка, посвящённая письмам художника, затем, с конца января по апрель 2010 года, выставка переехала в Королевскую академию художеств Лондона.

## Галерея

Автопортреты
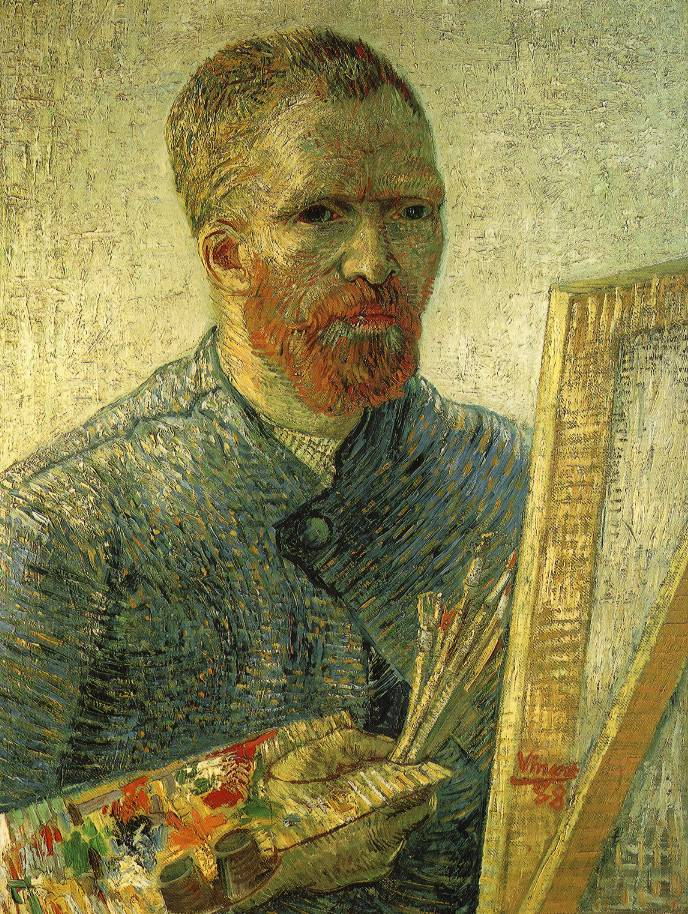
«Автопортрет. Как художник» (1888)
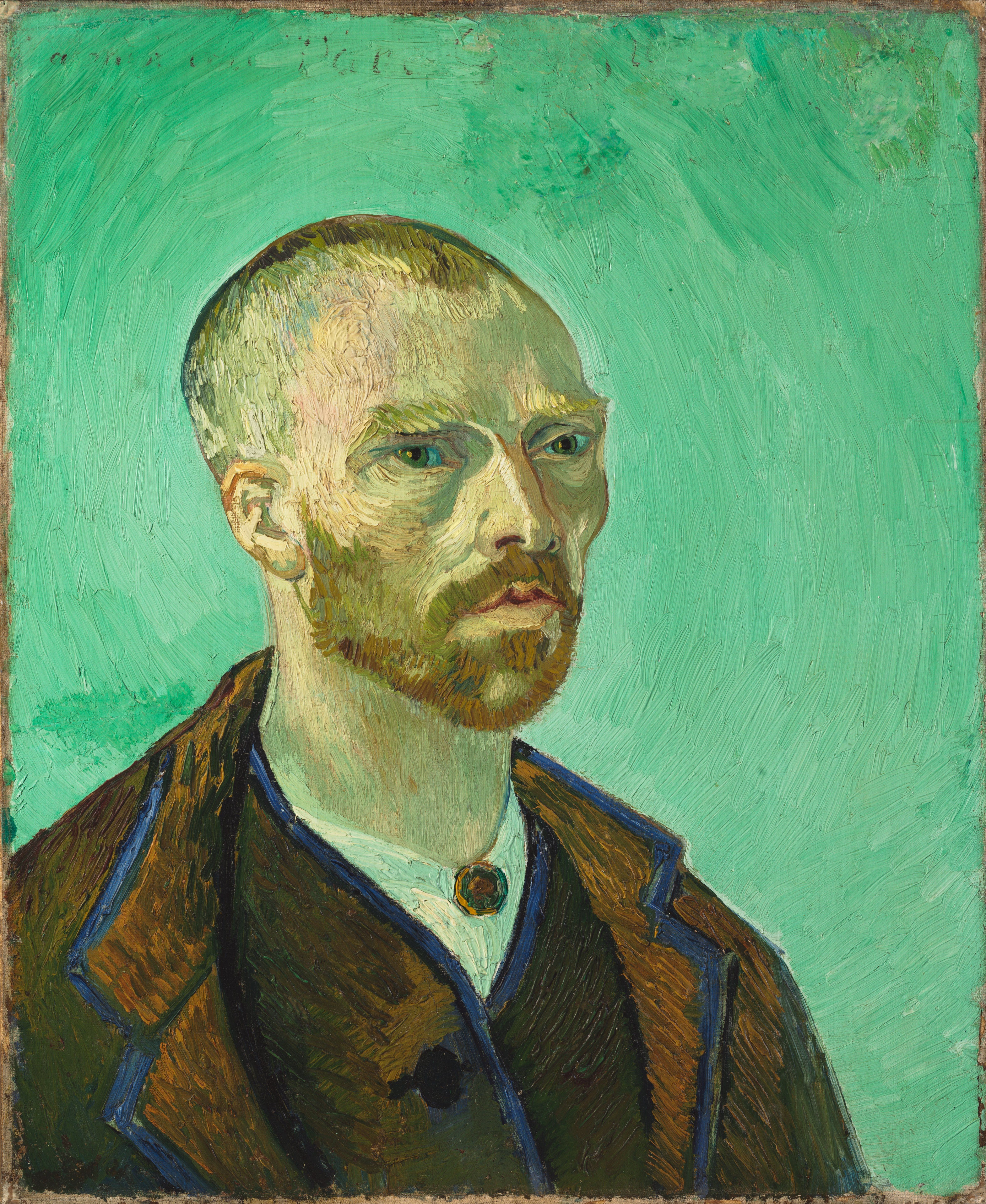
«Автопортрет. Посвящение Полю Гогену» (1888)
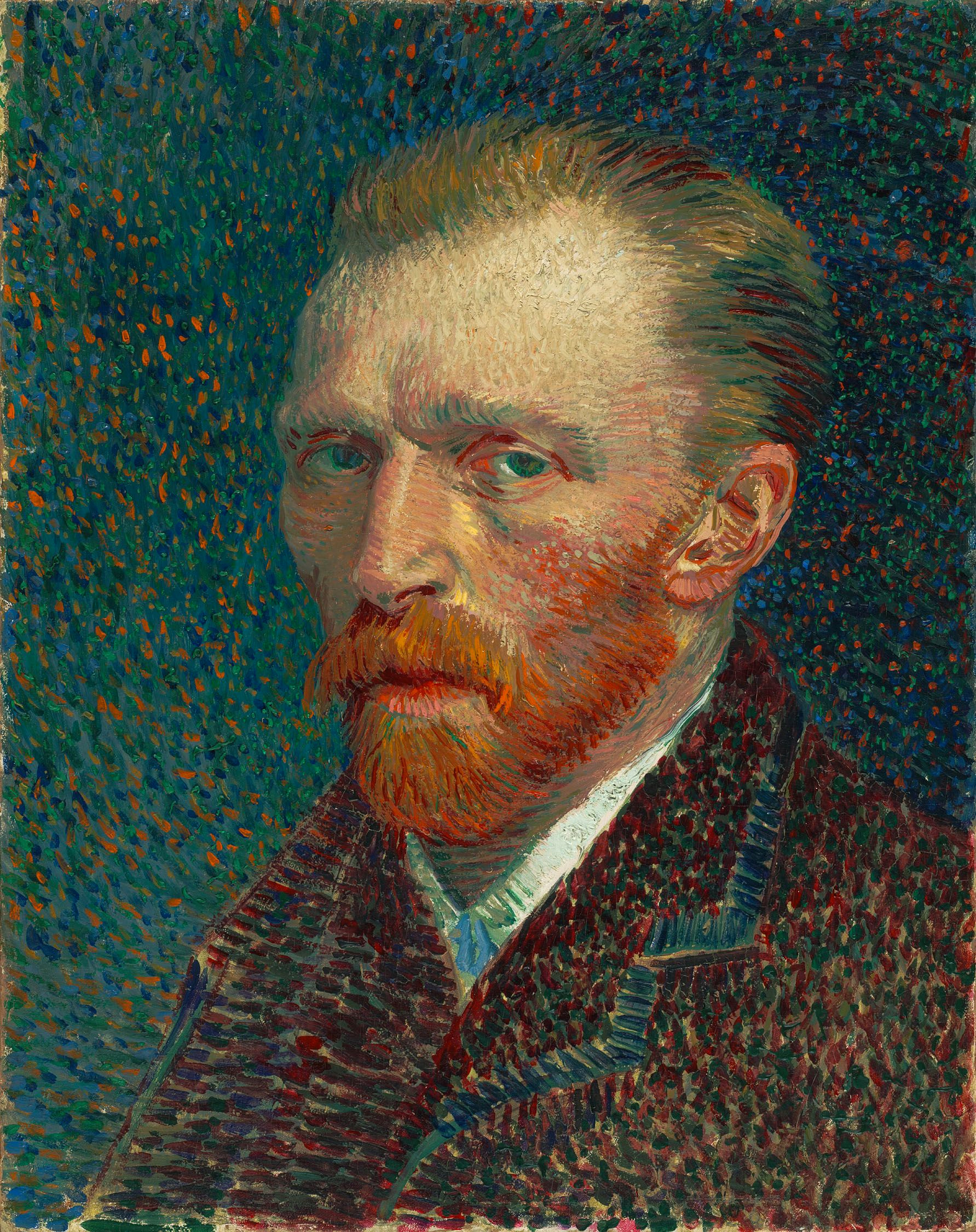
«Автопортрет» (1887)
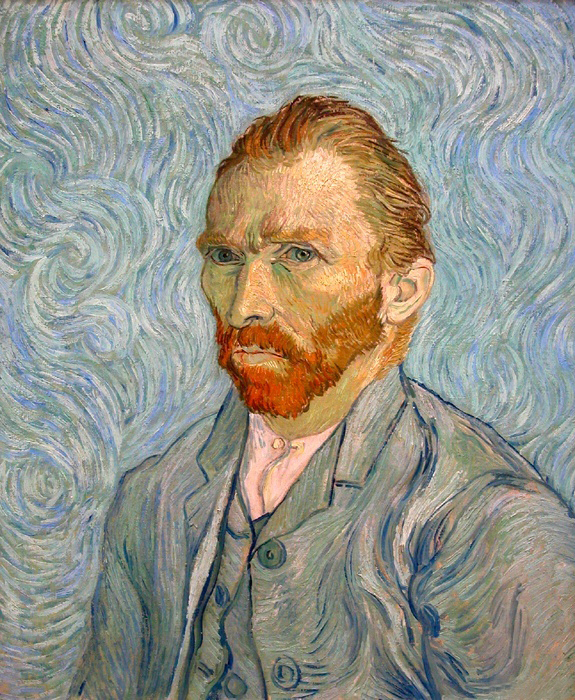
«Автопортрет» (1889)
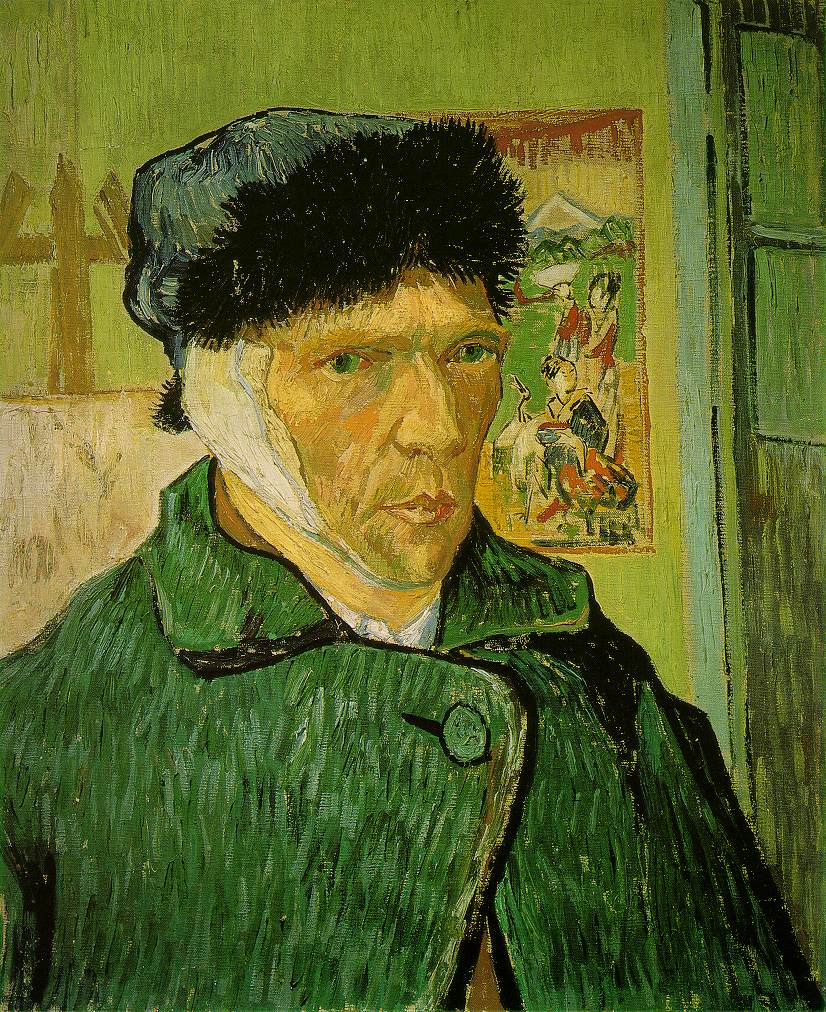
«Автопортрет с перевязанным ухом» (1889)
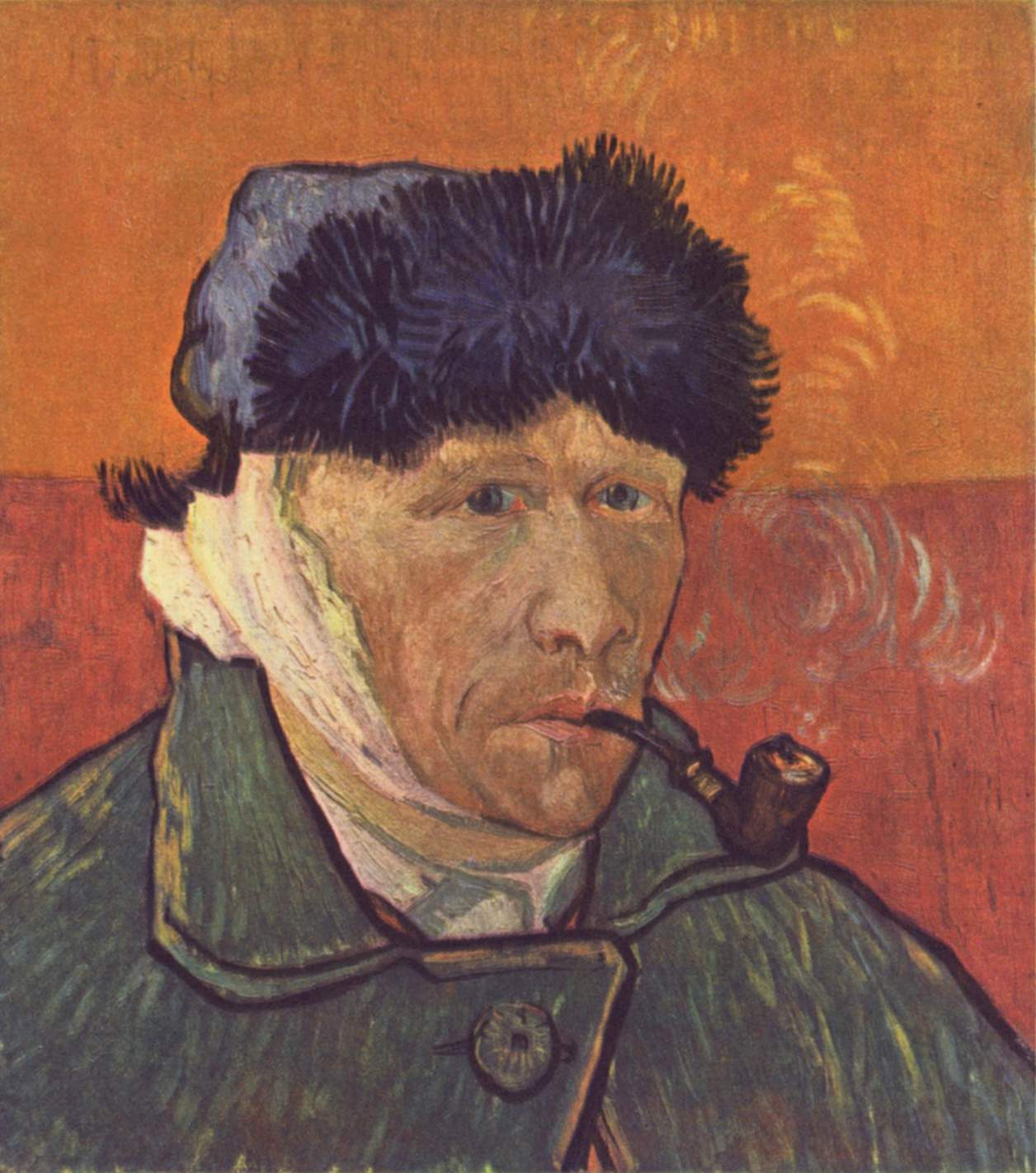
«Автопортрет с перевязанным ухом и трубкой» (1889)

Подсолнухи
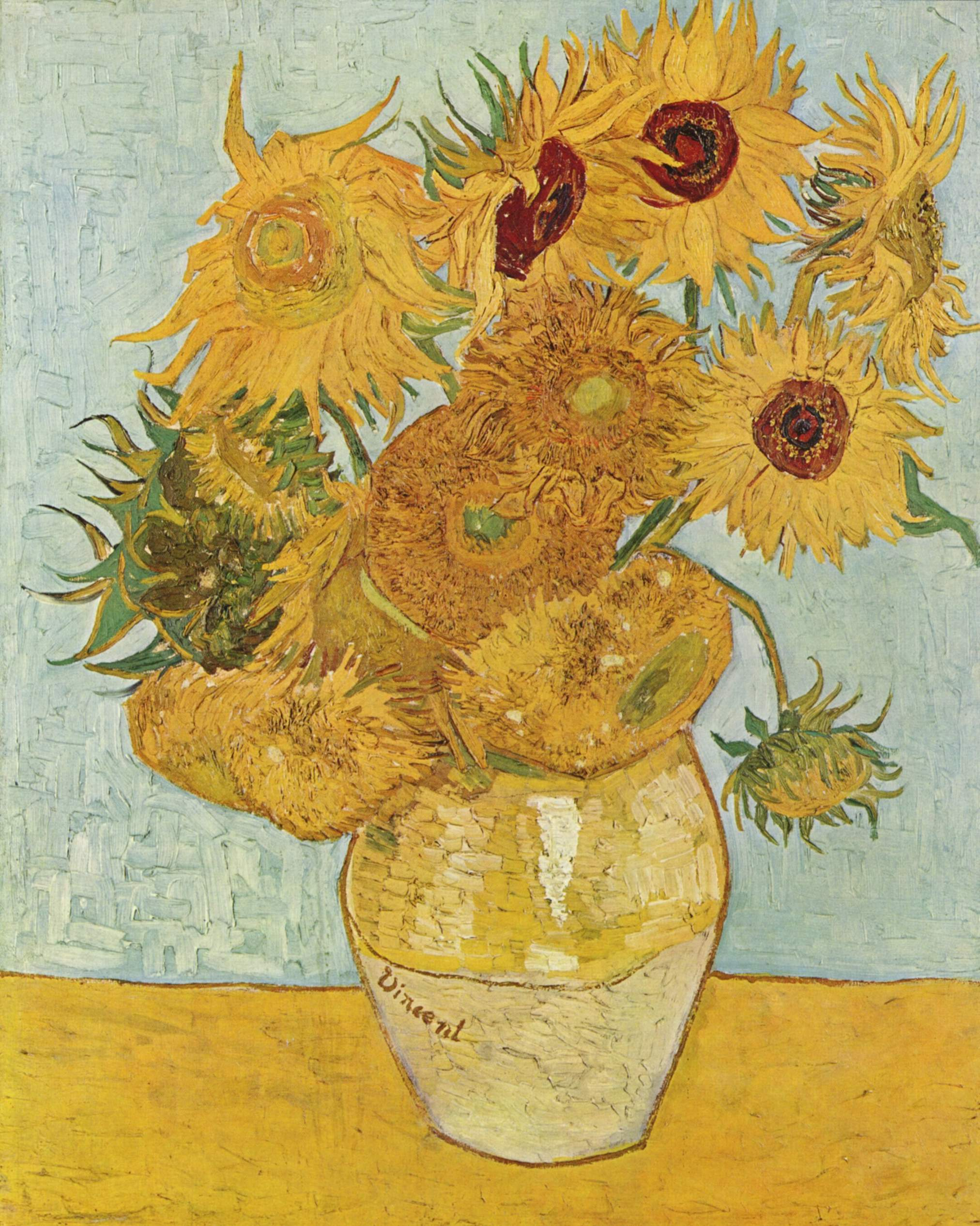
Подсолнухи (1888)
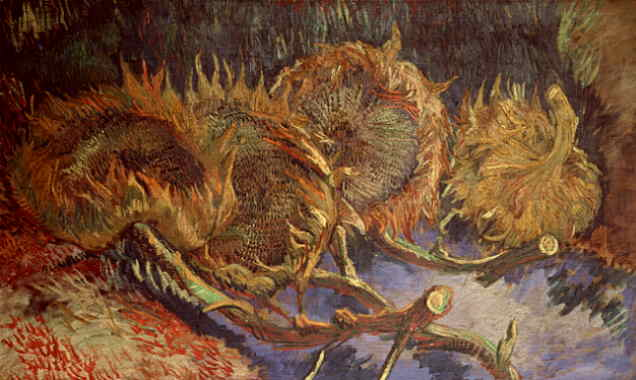
Четыре увядающих подсолнуха (1887)

Ирисы
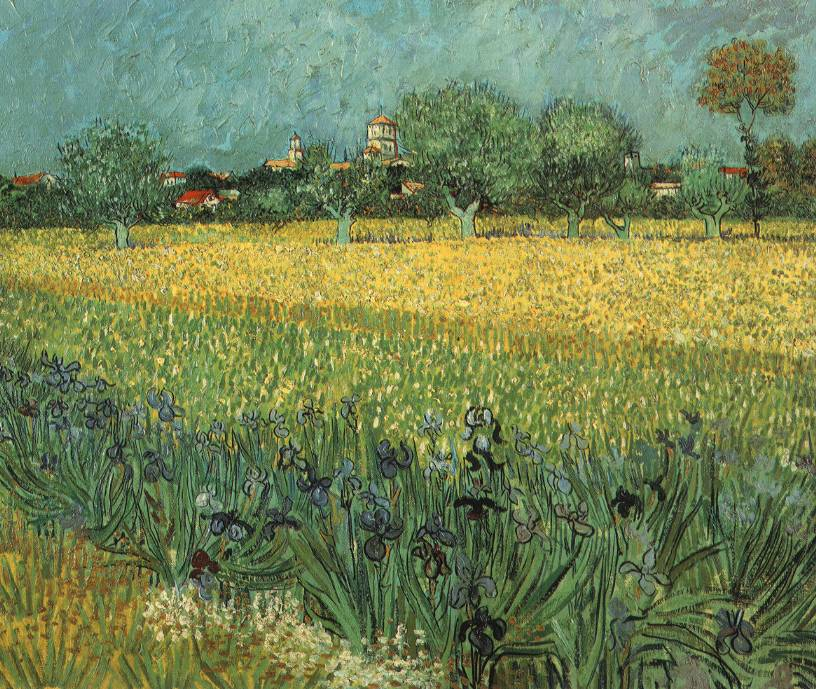
Вид Арля с ирисами (1889)
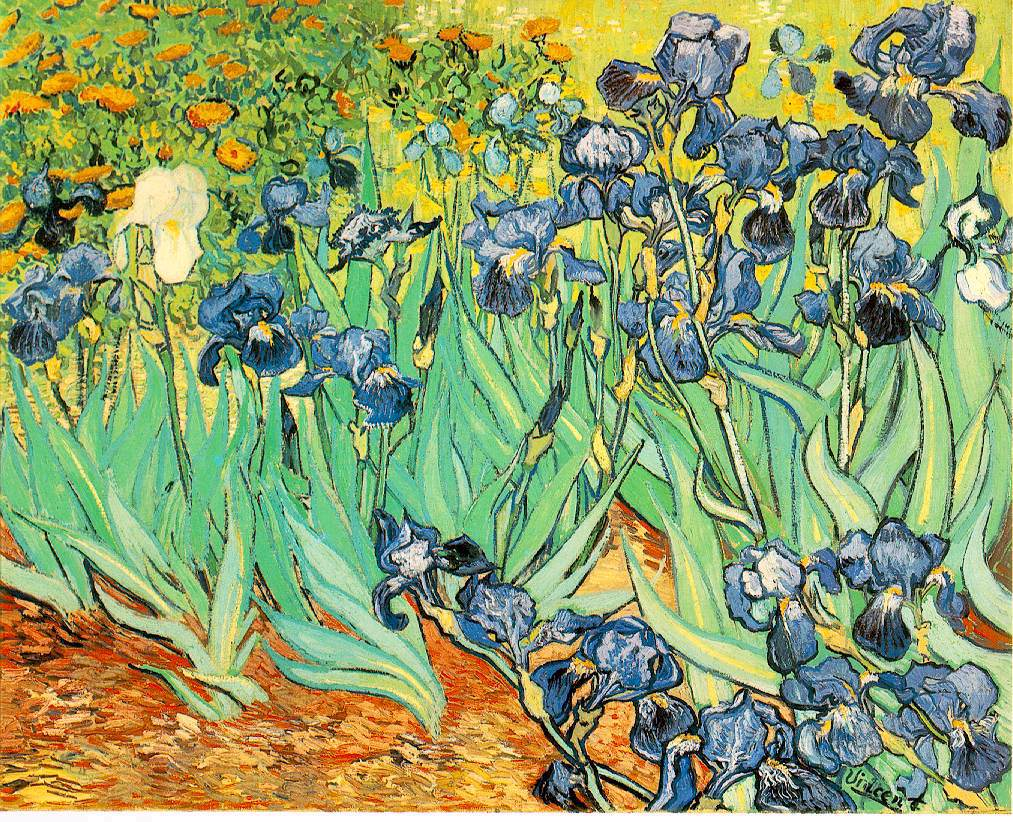
Ирисы (1889)
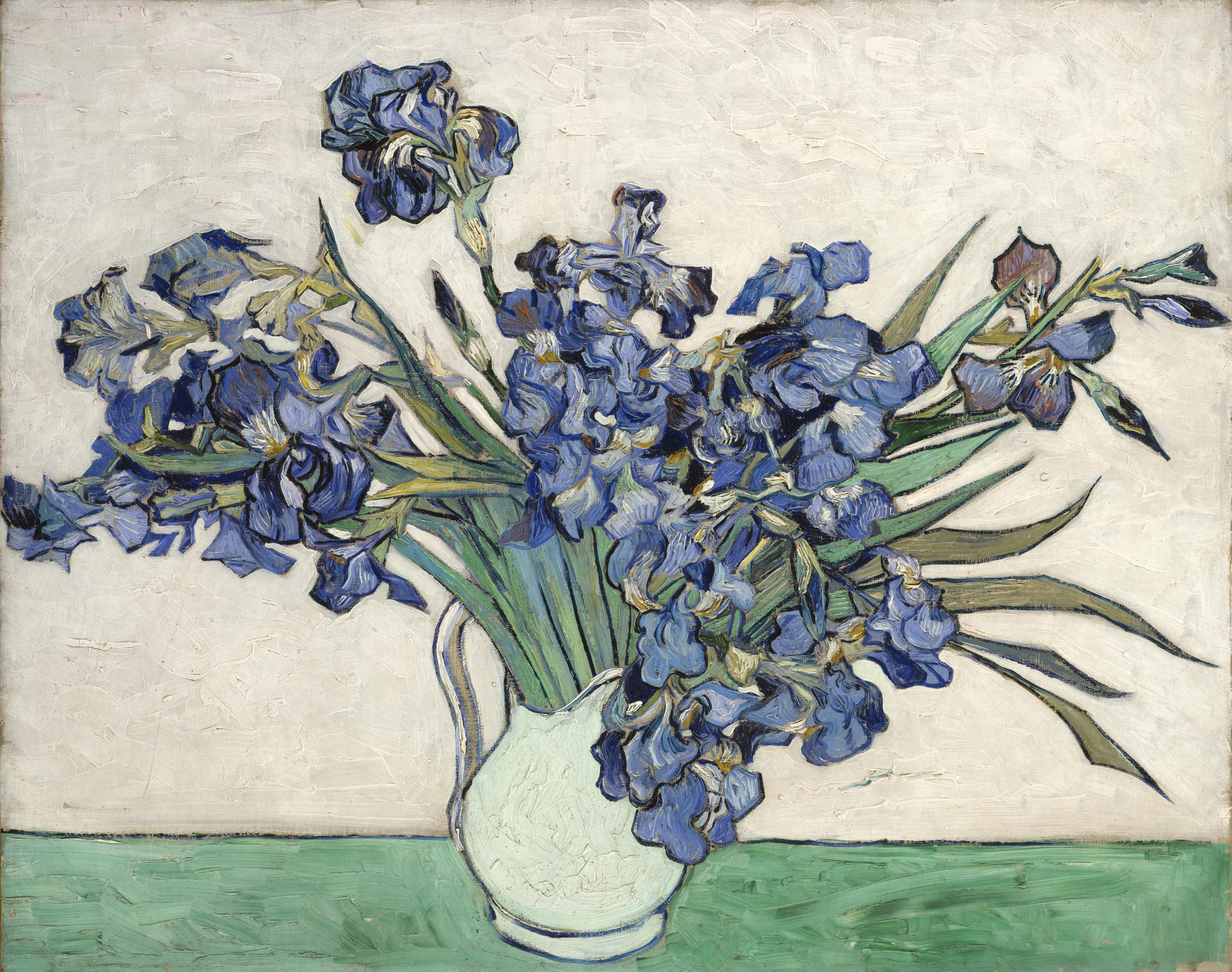
Ирисы (1889)
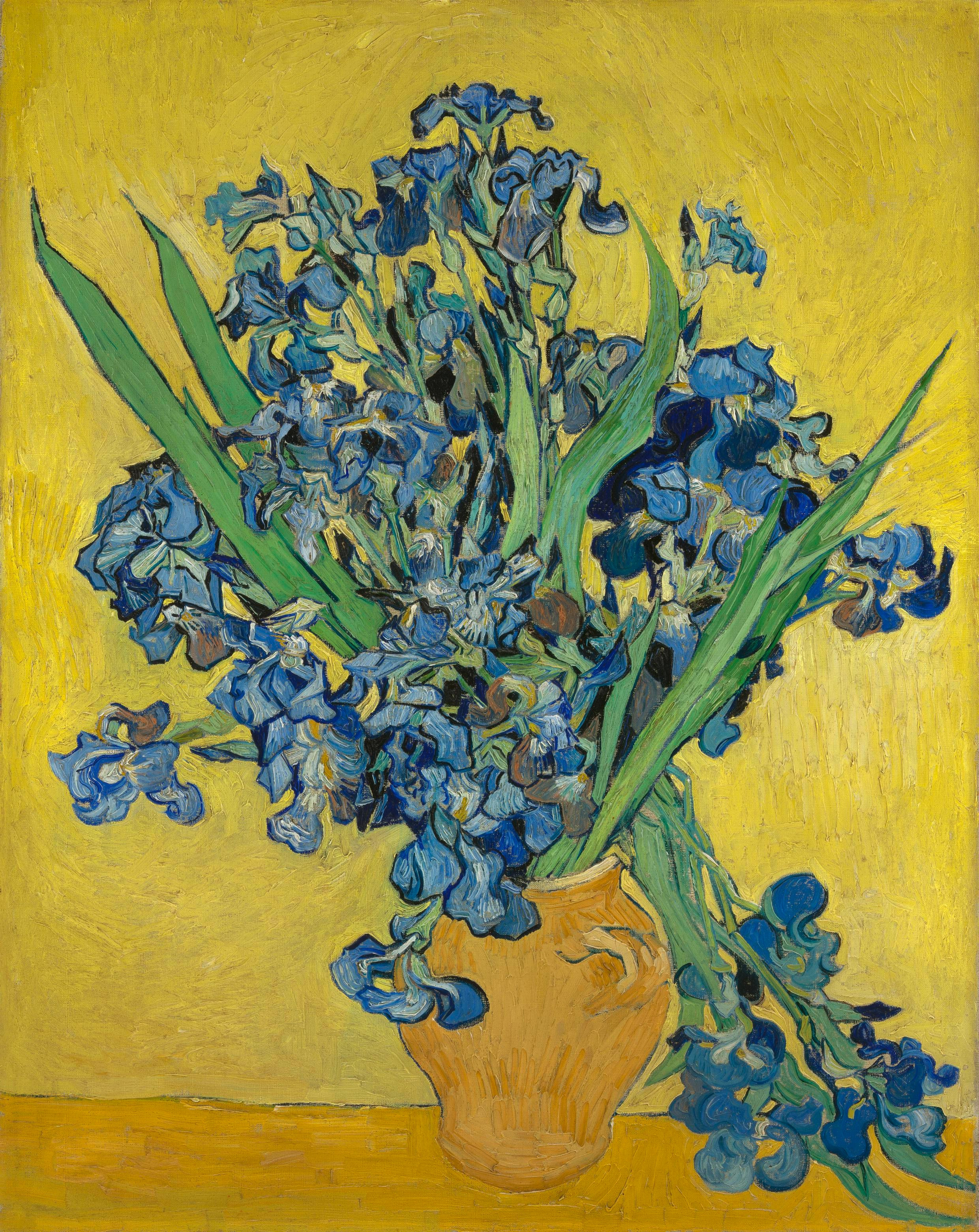
Ирисы (1890)

Пейзажи
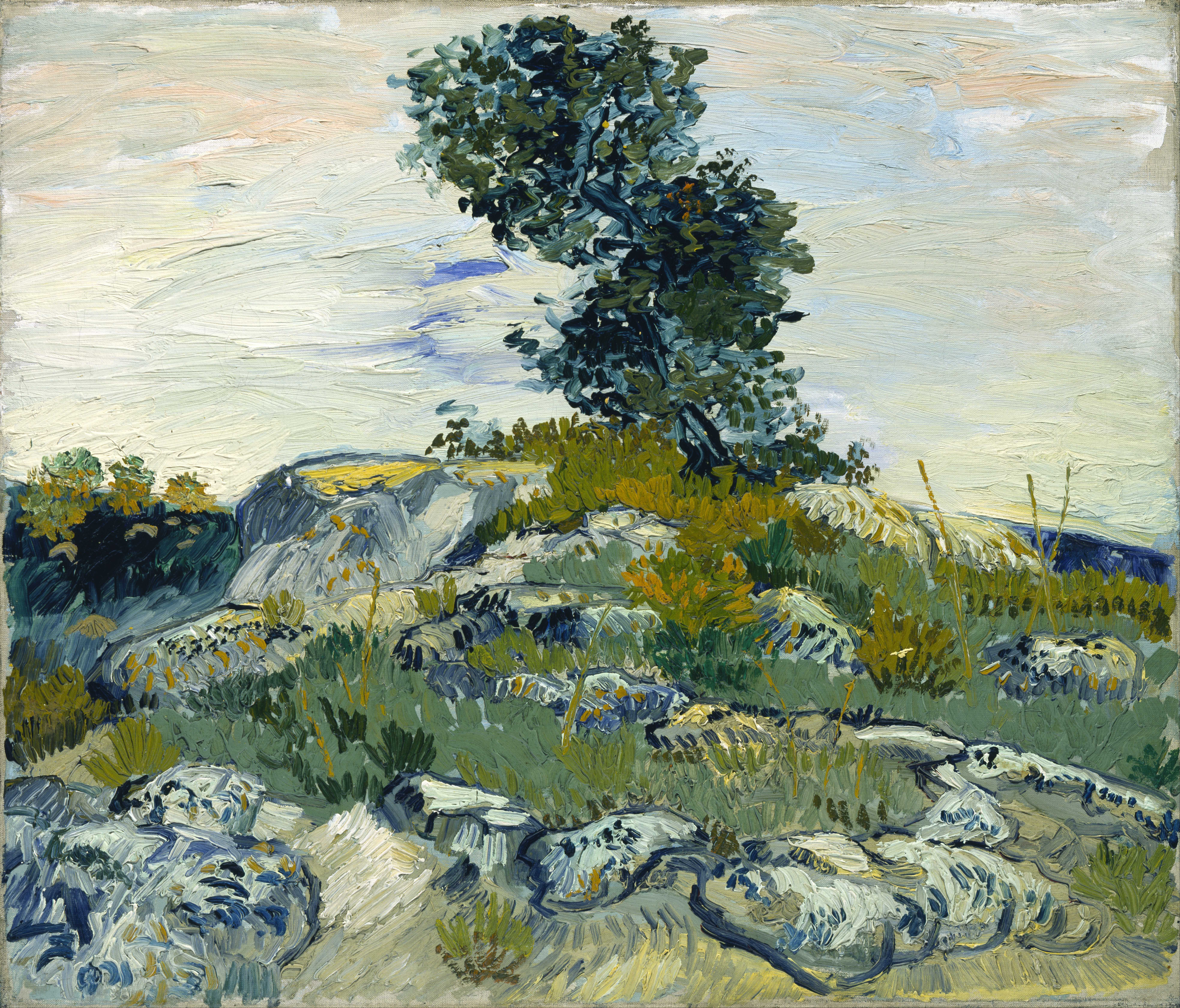
Валуны и дуб (1888)
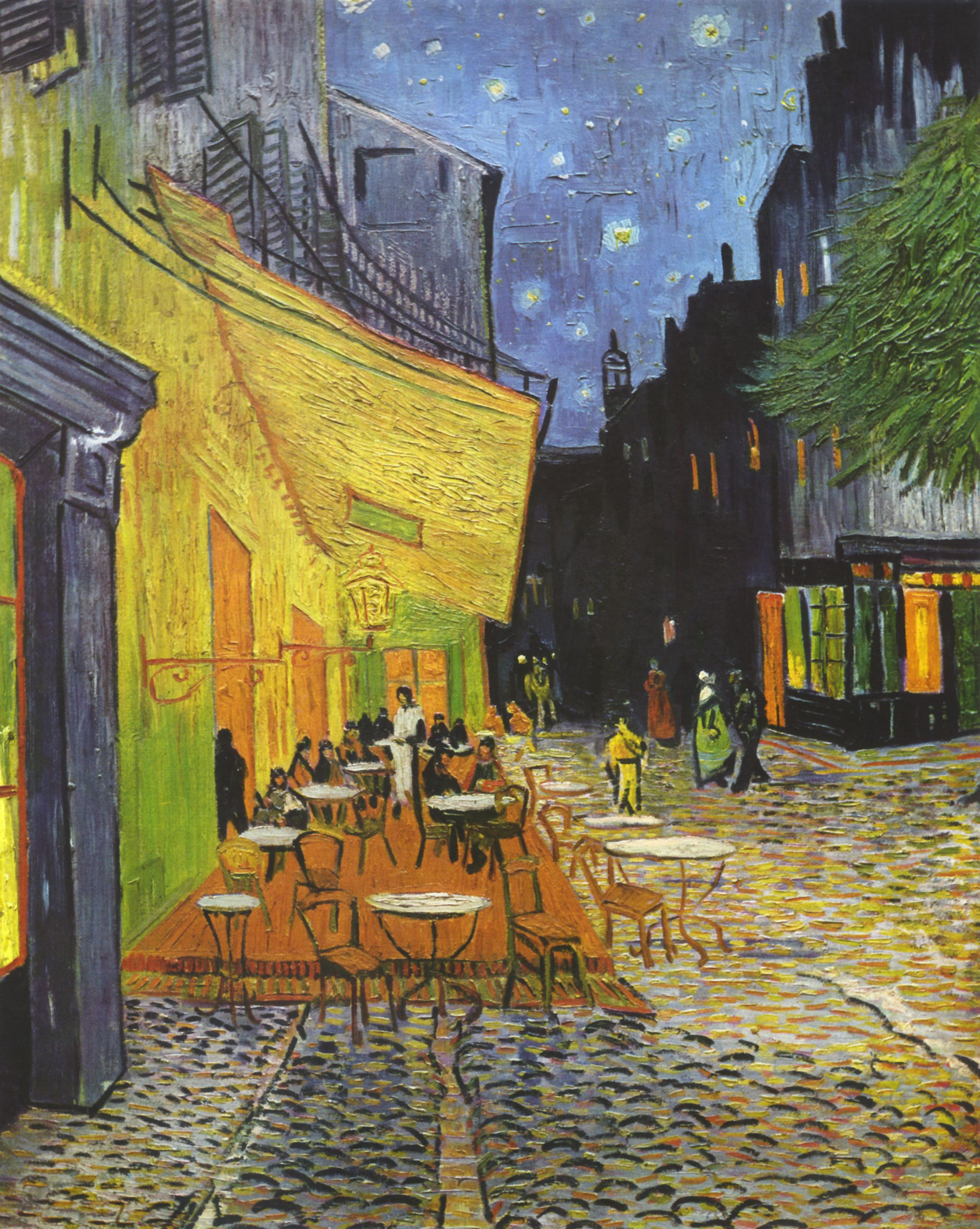
Ночная терраса кафе (1888)
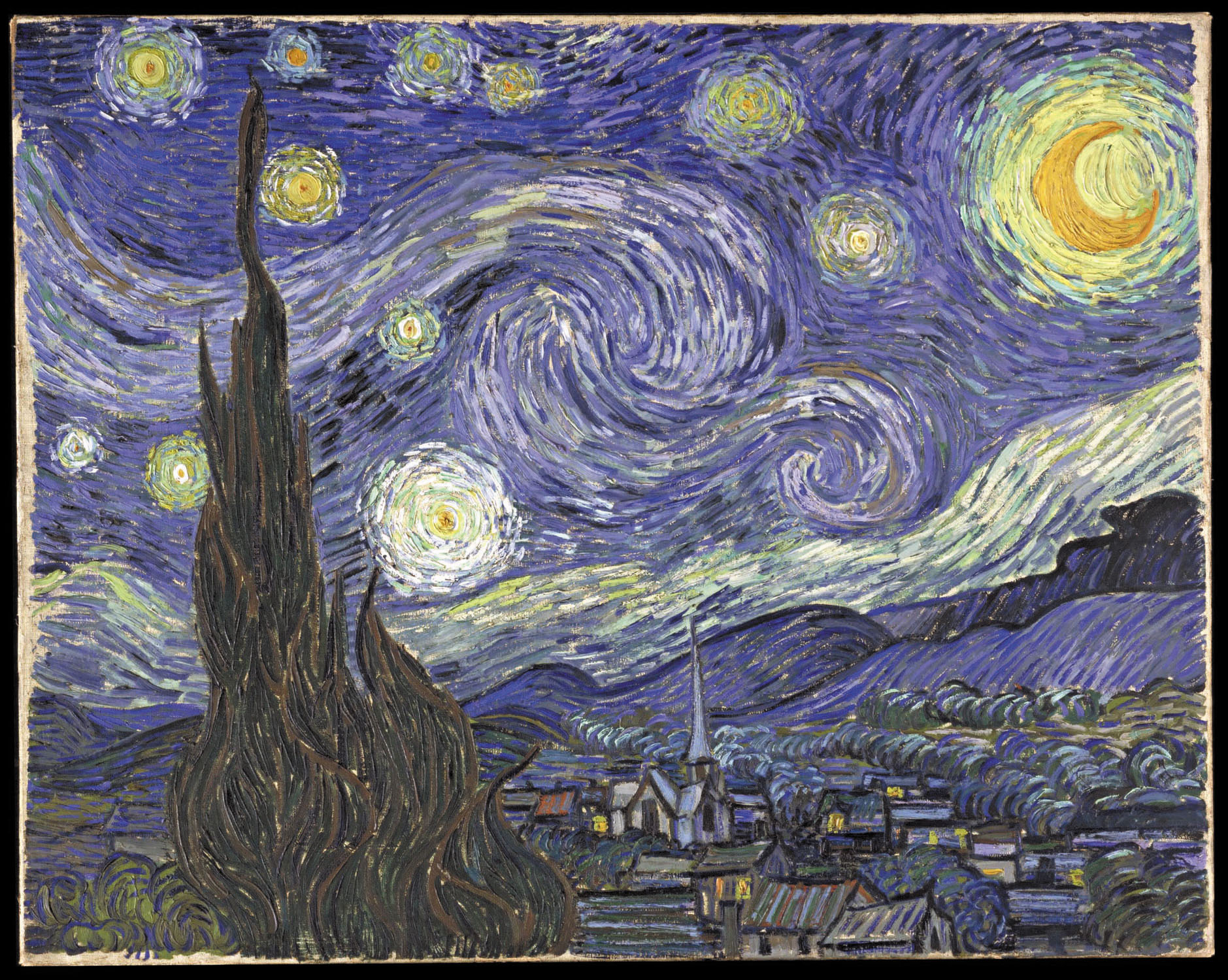
«Звёздная ночь» (1889)
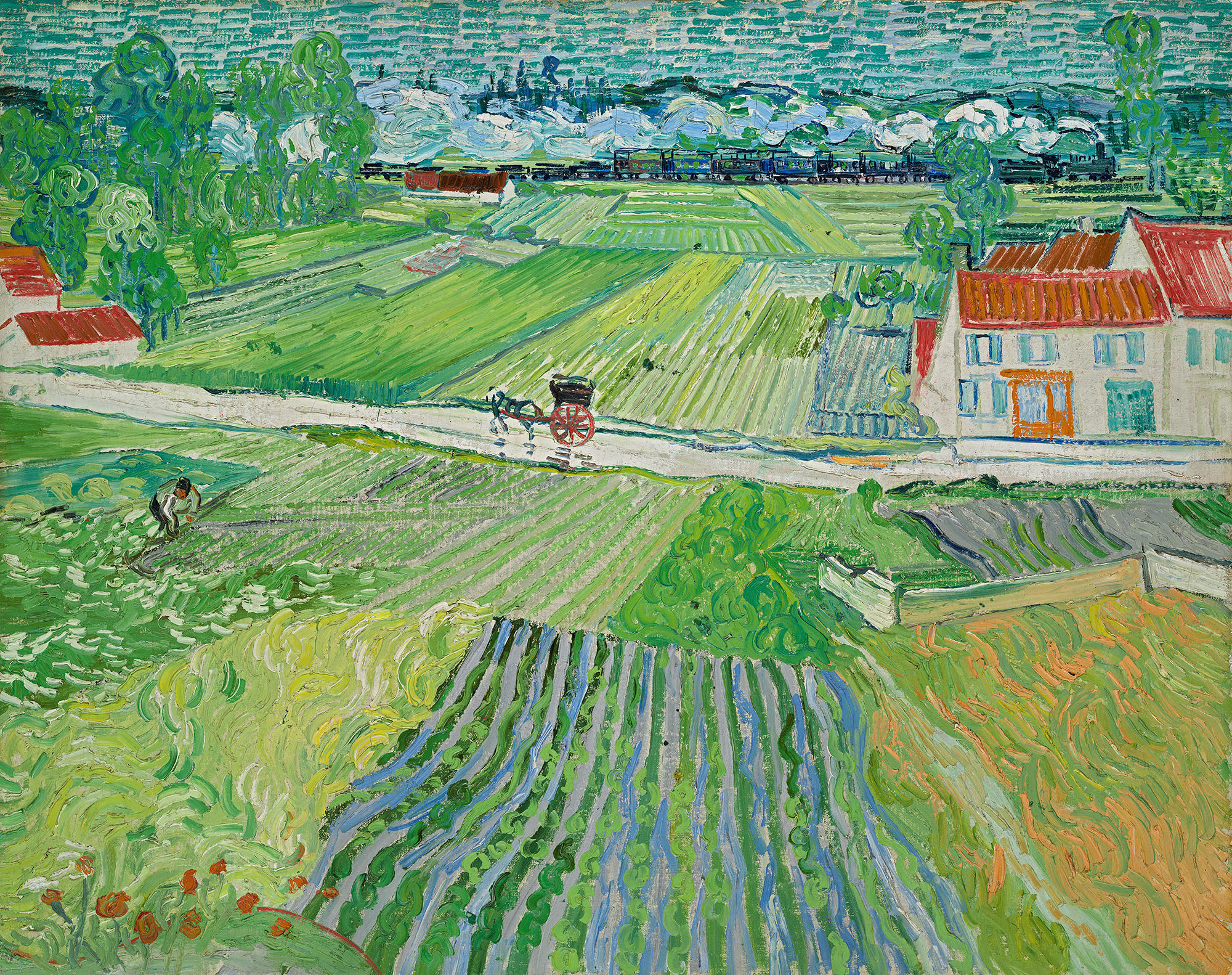
Пейзаж в Овере после дождя (1890)
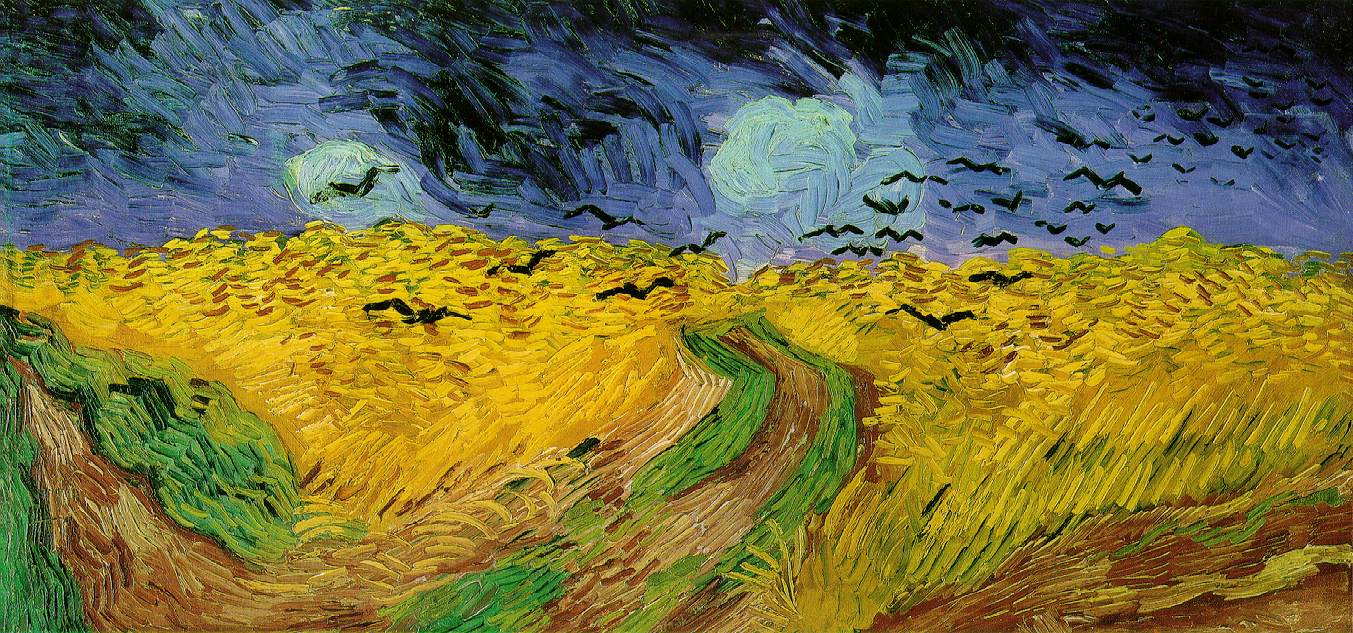
Пшеничное поле с воронами (1890)

Портреты
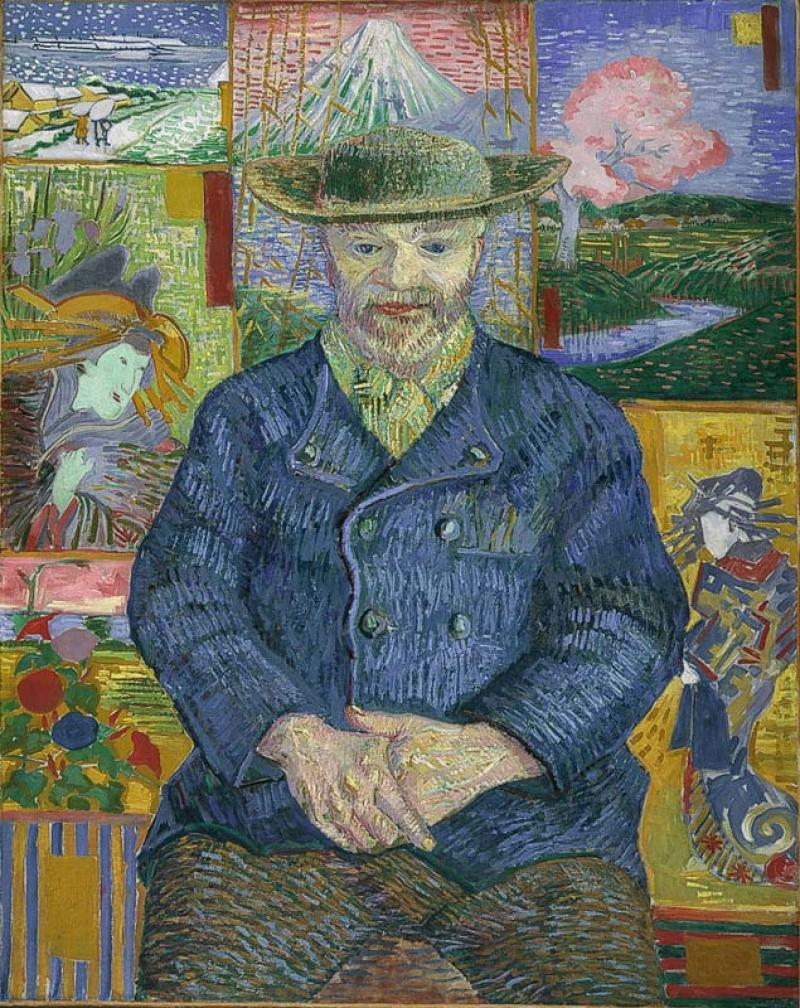
Портрет Папаши Танги (1887)
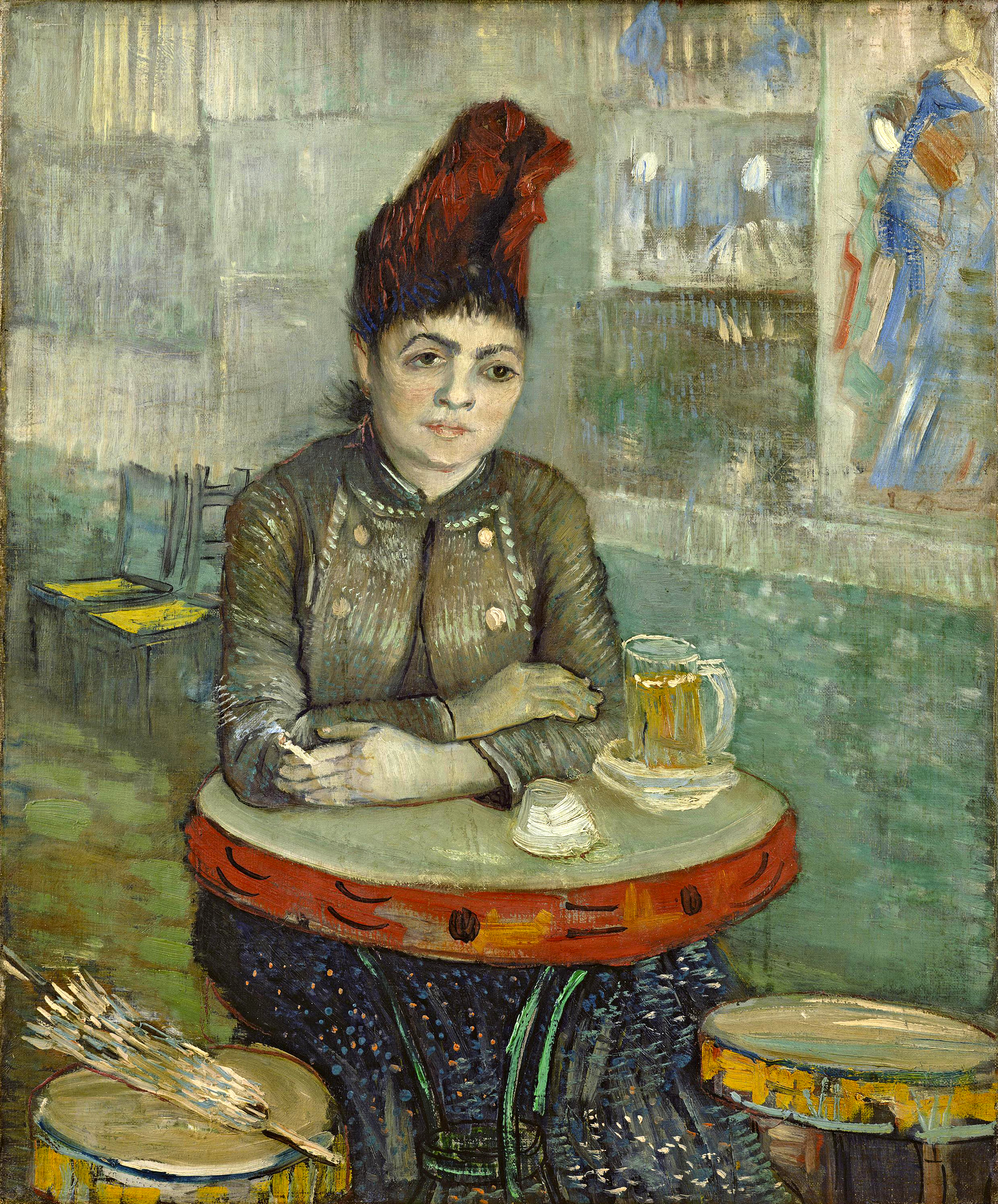
Агостина Сегатори в кафе «Тамбурин» (1887)
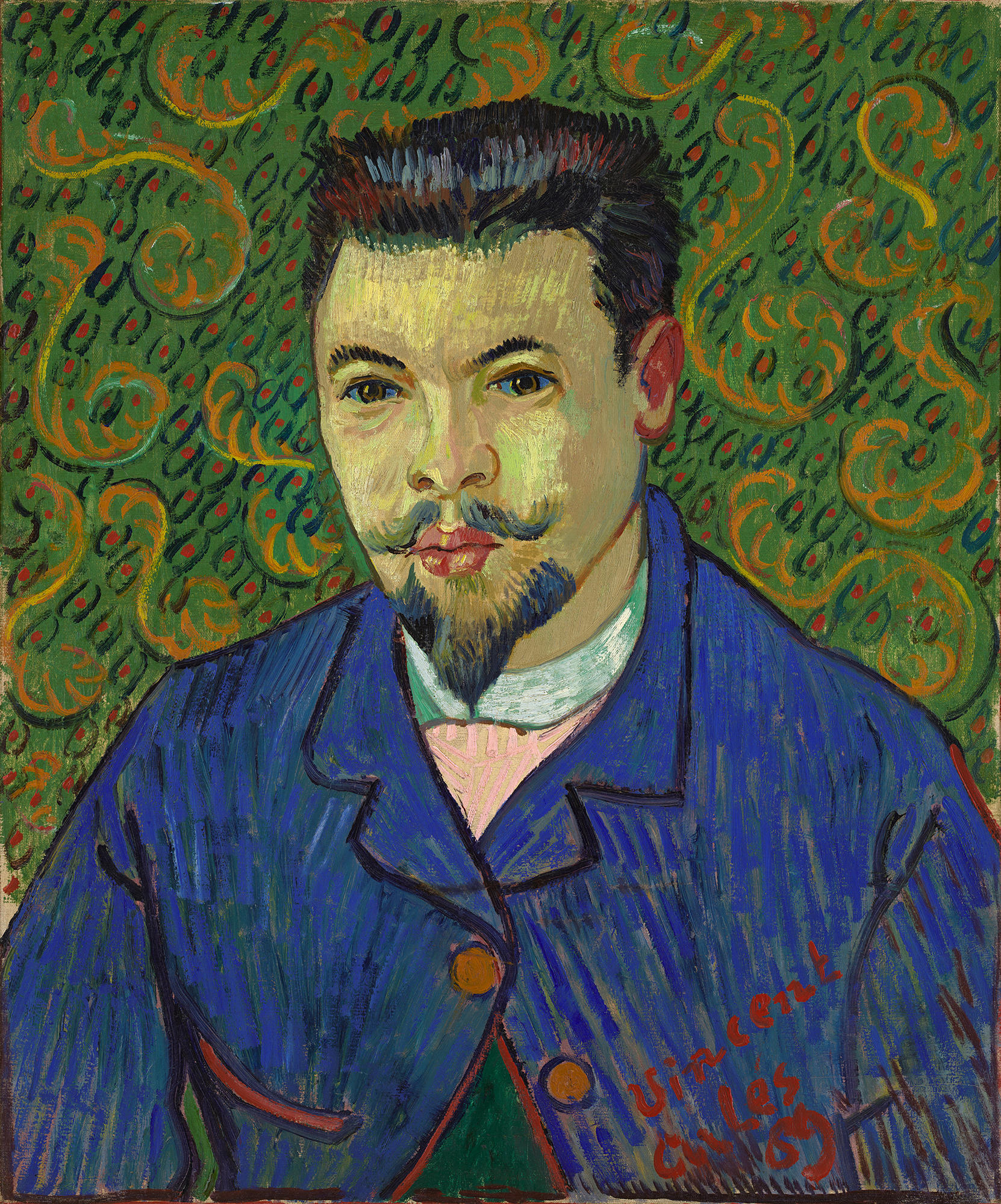
Портрет доктора Рея (1889)
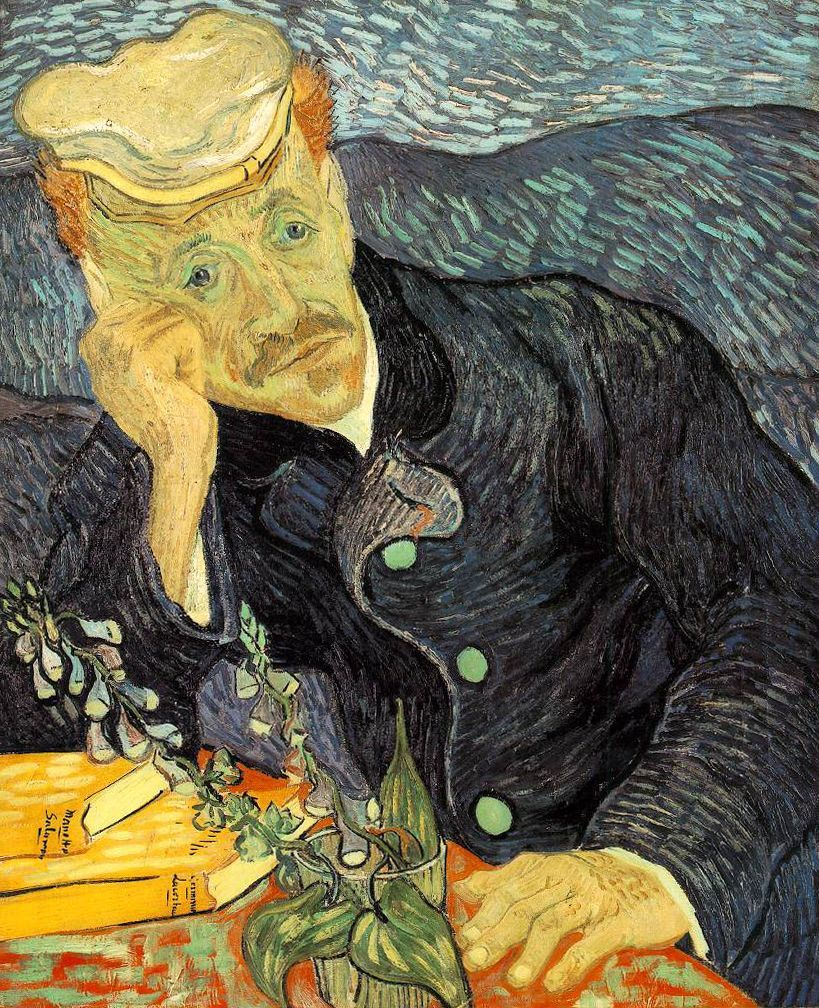
Портрет доктора Гаше (1890)

Разное
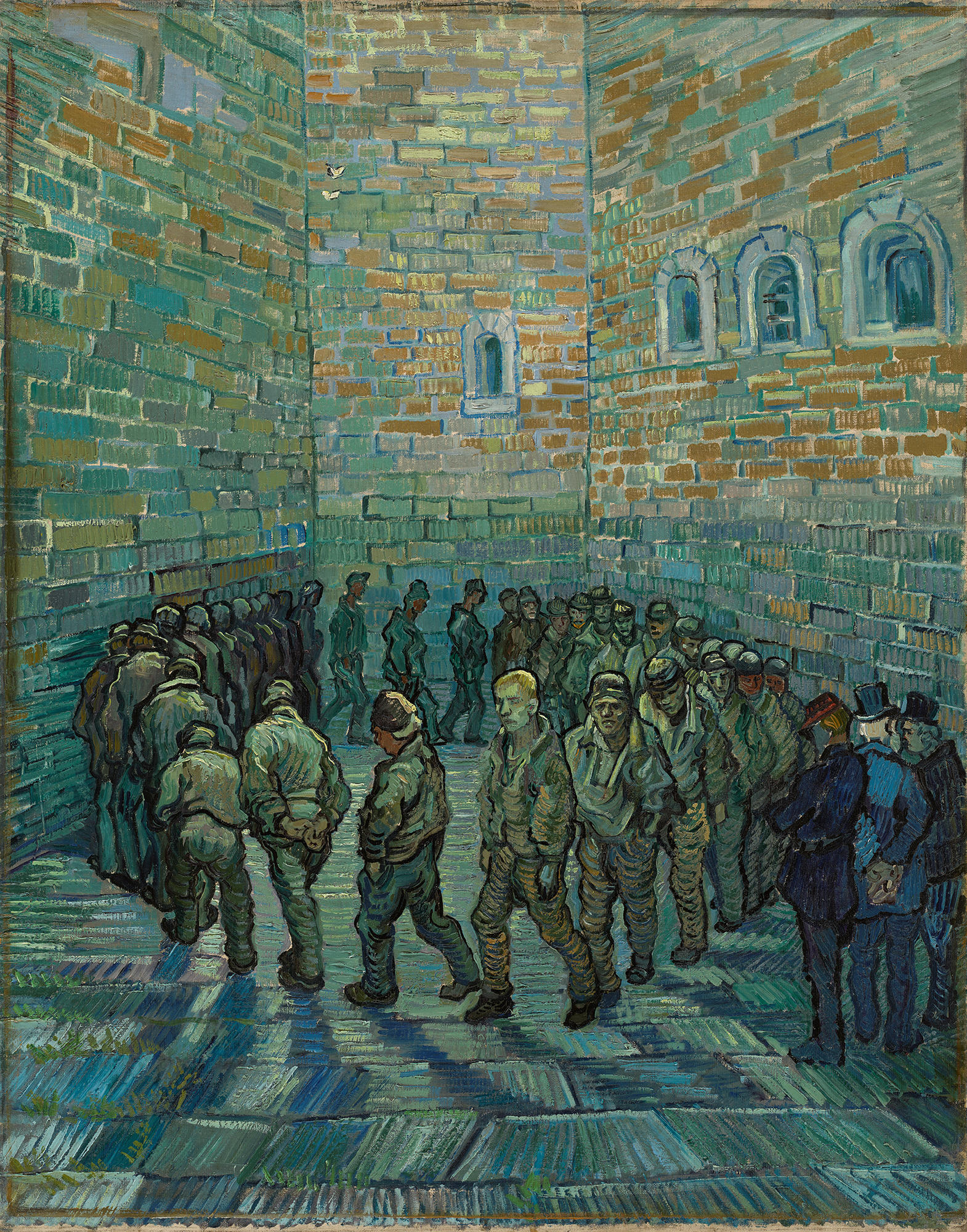
Прогулка заключённых (1889)
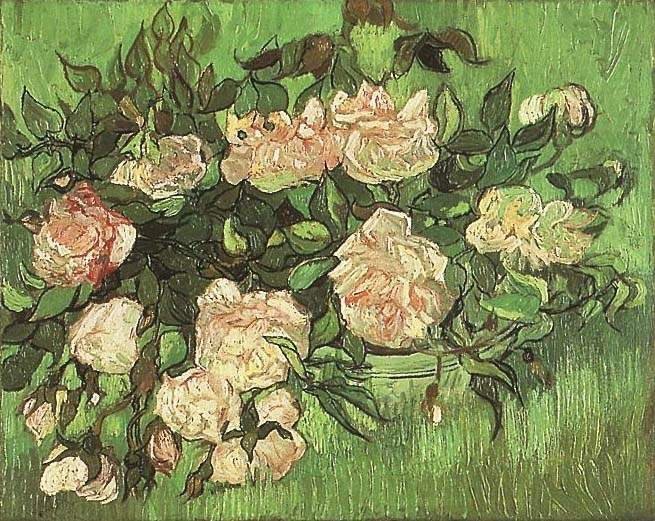
Розовые розы (1890)

## Акции вандализма над картинами
14 октября 2022 года в Лондонской национальной галерее две активистки вылили консервированный томатный суп на картину ван Гога «Подсолнухи». Стоимость картины оценивается в 84 млн долларов. Во время акции Фиби Пламмер, одна из активисток, заявила: «Топливо недоступно для миллионов голодных и холодных семей. Они не могут позволить себе даже разогреть банку супа». Девушки входят в состав группы Just Stop Oil, которая опубликовала пост об акции на своей странице в Twitter. Фотография активисток сопровождалась текстом: «Стоит ли искусство больше, чем жизнь? Больше, чем еда? Больше, чем справедливость? Рост цен и климатический кризис обусловлены нефтью и газом».

## Память

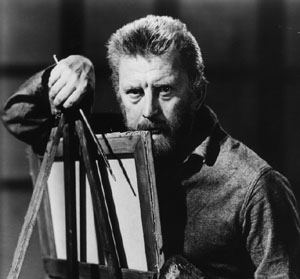
Кирк Дуглас в роли ван Гога в фильме «Жажда жизни»

- В честь ван Гога назван кратер на Меркурии.
- Художник изображён на бельгийской почтовой марке 1974 года.
- В честь Винсента ван Гога в городке Овер-сюр-Уаз, где художник прожил последние месяцы жизни, названа улица.
- Песня Дона Маклина «Vincent (Starry, Starry Night)» полностью посвящена Винсенту ван Гогу.
- Его портрет использован для дизайна банкноты в B£20 (брикстонских фунтов) первого выпуска в 2009 году[43].
- Песня Сергея Трофимова «Ван Гог» посвящена художнику.

## Киновоплощения
- Кирк Дуглас — «Жажда жизни», 1956
- Тим Рот — «Винсент и Тео», 1990
- Мартин Скорсезе — «Сны», 1990
- Жак Дютрон — «Ван Гог», 1991
- Бенедикт Камбербэтч — «Ван Гог», 2010
- Тони Карран —  десятая серия пятого сезона британского телесериала «Доктор Кто», 2010
- Уиллем Дефо — «Ван Гог. На пороге вечности», 2018

В июне 2017 г. на Международном фестивале анимационного кино в Анси был представлен британско-польско-американский мультфильм «Ван Гог. С любовью, Винсент». Это первый в мире полнометражный анимационный фильм, созданный в технике живописи масляными красками, причём каждый из 62 450 кадров выполнен в той манере, в которой работал Ван Гог. Исполнитель роли заглавного героя — польский актёр Роберт Гулачик.